# کمونیسم

علامت داس و چکش نشان کمونیستی اتحاد جماهیر شوروی سابق

کمونیسم(به فرانسوی: communisme) یا مرام اشتراکی، یک ایدئولوژی و جنبش فلسفی، سیاسی، اقتصادی و اجتماعی است که هدف نهایی آن ایجاد یک جامعه کمونیستی است؛ جامعه‌ای که در آن مالکیت خصوصی بر ابزار تولید لغو شده و طبقات اجتماعی، پول و دولت وجود ندارد.
قدیمی‌ترین اشاره‌ها به یک جامعهٔ آرمانی کمونیستی را می‌توان در جمهور اثر افلاطون دید. طی قرون افراد زیادی نظیر مزدک، تامس مور، شارل فوریه و غیره به طرق مختلف خواستار اشتراکی‌سازی منابع جامعه شدند. در دوره مدرن متفکرانی نظیر کلودهانری سن سیمون، شارل فوریه و پیر-ژوزف پرودون به کمونیسم پرداختند، با این حال اندیشه‌های کارل مارکس و فریدریش انگلس شالودهٔ اصلی کمونیسم را شکل داد. آن دو، که از اوضاع طبقه کارگر در جوامع صنعتی آزرده‌خاطر بودند، اعتقاد داشتند تاریخ همه جوامع، تاریخِ مبارزهٔ طبقاتی است و با انقلاب صنعتی و دگرگونی کلان اقتصادی فقط دو طبقهٔ پرولتاریا (کارگران) و بورژوازی (سرمایه‌داران) باقی مانده‌اند که دوّمی اوّلی را استثمار می‌کند. در نتیجه طبقه کارگر وقتی که به آگاهی طبقاتی برسد، به صورت انقلابی ابزارهای تولید و نهادهای دولتی را تسخیر و دولتی سوسیالیستی موسوم به دیکتاتوری پرولتاریا تأسیس خواهد کرد. زمانی که خطر ضدانقلاب بورژواها رفع شد، این دولت از بین خواهد رفت و جامعه‌ای کمونیستی به وجود خواهد آمد. مارکس و انگلس معتقد بودند تاریخ باید روند دیالکتیکی خود را طی کند و برپایی جامعهٔ کمونیستی فقط در کشورهای پیشرفته صنعتی ممکن است.
در سدهٔ بیستم ولادیمیر لنین، با اعتقاد به این که انقلاب در کشورهای توسعه‌یافته نشدنی است، انقلاب کمونیستی را از روسیه — که پیشرفته و صنعتی نبود — آغاز کرد؛ زیرا روسیه را شکننده‌ترین حلقه در زنجیر کشورهای سرمایه‌دار می‌یافت. لنین اولین حکومت کمونیستی را در پی انقلاب اکتبر ۱۹۱۷ روسیه تحت عنوان اتحاد جماهیر شوروی بنا نهاد و بعد از مرگ وی، ژوزف استالین سیاست سوسیالیسم در یک کشور را پیش گرفت تا تمرکز اتحاد شوروی بر تقویت خود در درون مرزهایش باشد. این سیاست با هدف نهایی لنین که خواستار انقلاب در کشورهای صنعتی و پیوستن روسیه به آن‌ها بود، تضاد داشت. در عهد استالین اتحاد شوروی کشوری صنعتی شد و نیز میلیون‌ها نفر در اثر پاکسازی بزرگ کشته شدند. پایان جنگ جهانی دوم که شوروی در جناح پیروز آن قرار داشت، با آغاز جنگ سرد همراه بود؛ همچنین تعداد کشورهای کمونیستی از ۲ به ۱۳ رسید و بر بخش‌های وسیعی از شرق اروپا، بالکان و شرق و جنوب شرق آسیا از جمله چین حاکمیت کمونیستی برقرار شد. دیگر مکتب مهم مارکسیست–لنینیستی، مائوئیسم است که بر پایه تفکرات مائو زدونگ شکل گرفته و علاوه بر انقلاب کارگری، بر انقلاب دهقانی تأکید دارد. کمونیسم مکاتب غیر مارکسی مثل آنارکو کمونیسم نیز دارد. با مرگ استالین در ۱۹۵۳، اختلافاتی میان دولت‌های کمونیستی پدید آمد که از مهم‌ترین پیامدهای آن جدایی چین و شوروی بود. در همین دوره، چین در اثر برنامه یک گام بزرگ به جلو از مائو قحطی بزرگی را تجربه کرد که با مرگ ۱۵ تا ۳۰ میلیون، یکی از بزرگ‌ترین کشتارهای جمعی در حکومت‌های کمونیستی را سبب شد. اصلاحات اقتصادی چین بعد از مرگ مائو در سال ۱۹۷۶، اقتصاد آن کشور را به اقتصادی کاپیتالیستی تبدیل کرد. شوروی در ۱۹۷۹ (۱۳۵۷ شمسی) افغانستان را اشغال کرد که مقاومت محلی و دخالت غرب در آن منازعه، باعث شد هزینه‌های زیادی برایش به همراه داشته باشد. میخائیل گورباچف، آخرین رهبر شوروی که در ۱۹۸۵ زمام امور را در دست گرفت، برای پایان دادن به «دوره رکود» اصلاحاتی اقتصادی و سیاسی اعمال و نیز نیروهای نظامی کشورش را از افغانستان خارج کرد که او را در داخل و خارج از کشور محبوب کرد. اصلاحات گورباچف همچنین زمینه‌ساز سقوط رژیم‌های کمونیستی شرق اروپا در ۱۹۸۹ و نهایتاً فروپاشی اتحاد جماهیر شوروی در ۱۹۹۱ شد. امروزه کشورهای چین، لائوس، کره شمالی، ویتنام، کوبا و ترانس‌نیستریا از جهاتی تنها کشورهای کمونیستی جهان هستند، هر چند فقط کره شمالی است که به شیوهٔ دولت‌های بلوک شرق قرن ۲۰ اداره می‌شود.
کشورهای کمونیستی معمولاً تک‌حزبی هستند و توسط حزب کمونیست اداره می‌شوند. دولت از حزب جدا است و وظایفی چون اجرای قانون و دفاع از کشور را بر عهده دارد. کشورهای کمونیستی عمدتاً، اقتصادهایی دستوری دارند و مالکیت تشکیلات بزرگ اقتصادی در انحصار دولت است. این کشورها همچنین سیاست‌های رفاهی گسترده‌ای چون مراقبت‌های پزشکی و تحصیل رایگان نیز دارند که البته بی‌نقص اجرا نمی‌شد و مشکلاتی هم دارد. دولت‌های کمونیستی به‌طور رسمی جامعه خود را دارای دو طبقه «کارگر» و «کشاورز» می‌دانستند و خود را متعهد به برابری جنسیتی معرفی می‌کردند و در مواردی چون حضور زنان در مجلس آمار بالایی داشتند. همچنین، دولت‌های کمونیستی، عمدتاً موضعی ضدمذهبی دارند و مذهب را به عنوان عامل ارتجاعی جهت استمرار استثمار طبقاتی مضر می‌دانند.
کمونیسم از دو دیدگاه نظری و عملی مورد نقد واقع شده است؛ از دیدگاه نظری، منتقدان ابعاد مختلف این نظریه مثل ماتریالیسم تاریخی، مبارزه طبقاتی، برداشت کمونیستی از اقتصاد و دولت را به چالش کشیده‌اند. از دیدگاه عملی، منتقدان اعتقاد دارند حکومت حزب کمونیست منجر به تمامیت‌خواهی، سرکوب سیاسی، نقض حقوق بشر، عملکرد ضعیف اقتصادی و سانسور می‌شود. کشورهای کمونیستی بلوک شرق همچنین منتقدان بسیاری در درون جنبش کمونیسم نیز داشتند.

## وجه تسمیه
کمونیسم (به فرانسوی: communisme) کلمه‌ای فرانسوی است. این عبارت از کمون (به معنی مشترک، آزاد یا عمومی) و پسوند ایسم تشکیل شده است. بدین ترتیب از نظر لغوی می‌تواند «حالت مشترک‌بودن» یا «گرایش به مشترک‌بودن» تعبیر شود. مطابق گفته دیکشنری انگلیسی آکسفورد کلمه «کمونیسم» اولین مرتبه در سال ۱۸۴۰ توسط اتین کابه، سوسیالیست تخیلی فرانسوی، به کار برده شد اما پیشتر نیز به اشکال و معانی گوناگون به کار گرفته می‌شد، که نمونه‌ای از آن در آثار نیکولا ادم رستیف دیده می‌شود.
کمونیست به معنای «پیرو کمونیسم» است. این کلمه قرن‌ها سابقه دارد، اما در گذشته معانی متفاوتی داشته است. در قرن چهاردهم میلادی آن را به معنی «چیزی که تحت پوشش قانون ارث قرار نمی‌گیرد»، مثلاً یک صومعه، به کار می‌بردند. ویکتور دوپای، متفکر فرانسوی قرن ۱۸، چهار سال قبل از انقلاب فرانسه خود را «نویسنده کمونیست» (auteur communiste) لقب داده است، که به معنای امروزی نزدیک‌تر است. بعد از انتشار مانیفست حزب کمونیست توسط کارل مارکس و فریدریش انگلس، در سال ۱۸۴۸ بود که «کمونیست» معنای تازه «مخالف کاپیتالیسم» به خود گرفت.
احزاب کمونیستی در قدرت، نظام خود را «سوسیالیستی» می‌نامیدند؛ زیرا کمونیسم را مرحلهٔ نهایی جامعه در آینده به‌شمار می‌آوردند که در آن دولت از بین خواهد رفت. عطف به این موضوع، در زبان انگلیسی گاه حکومت‌های کمونیستی را Communist — با C بزرگ — و خود مکتب را communism — با c کوچک — می‌نامند.

## کمونیسم، به عنوان یک نظریه
کمونیسم یکی از اشکال سوسیالیسم است. آرمان این مکتب آن است که مالکیت خصوصی و اقتصاد سودمحور را با مالکیت عمومی و اشتراکی جایگزین کند. مانند مکاتب بسیار دیگر، تعریف یکسانی از کمونیسم وجود ندارد. سبب این تعابیر و تفاسیر مختلف آن است که متفکران و نظریه‌پردازان بسیاری در اعصار گوناگون در شکل‌گیری و تکامل کمونیسم نقش داشته‌اند. نیز در تفکرات و نظریات برخی از مشهورترین کمونیست‌ها ابهامات، تفاوت‌ها و حتی تناقض‌هایی وجود دارد که باعث شده از آن‌ها تعبیرهای نایکسانی شود. علی‌رغم این، اتفاق نظر کافی بین آن‌ها وجود دارد که ترسیم تصویری منسجم را ممکن کند.
در صفحهٔ ۴۰ کتاب مانیفست حزب کمونیست، مارکس می‌گوید:
مالکیت خصوصی امروزین بورژوائی آخرین و کامل‌ترین مظهر شیوه تولید و تملک مبتنی بر تضادهای طبقاتی و استثمار انسان‌ها به دست انسان‌های دیگر است. بدین مفهوم کمونیست‌ها می‌توانند تئوری خود را در یک عبارت خلاصه کنند: «برانداختن مالکیت خصوصی».

### قبل از مارکس
مارکس امروزه پدر کمونیسم به‌شمار می‌رود اما او در واقع مبدع این تفکرات نبود و اسلافی چون کلودهانری سن سیمون و شارل فوریه و معاصرانی نظیر پیر-ژوزف پرودون داشت. ولی میان نظریات متفکران قبل از مارکس و ایدئولوژی‌های رژیم‌های کمونیستی قرن بیستم شباهت‌های کمی دیده می‌شود و این‌ها از مفاهیم مارکسیستی چون مبارزه طبقاتی پیروی نمی‌کردند. افلاطون در جمهور مالکیت خصوصی را عامل فاسد شدن دانسته است و معتقد بود طبقه محافظ جامعه باید چون یک خانواده بزرگ با مالکیت اشتراکی ثروت و نیز زن و فرزند زندگی کند. اصلاح‌گران اجتماعی قرون وسطی مسیحیان اولیه را اعضای جامعه‌ای اشتراکی به حساب می‌آوردند. آنان به بخشی از اعمال رسولان مشتمل بر «حواریون عیسی یک قلب و یک روح بودند و هیچ‌کدام آنچه داشت را مال خود نمی‌دانست، بلکه همه‌چیز مشترک بود» استناد می‌کردند. اصلاح‌گر ایرانی مزدک نیز در قرن پنجم طالب اشتراکی‌سازی منابع جامعه شد. جان ویکلیف، الهی‌دان انگلیسی قرن ۱۴ میلادی، معتقد بود در گذشته همه چیز «پاک و اشتراکی» بود.
اوضاع در انگلستان درست نخواهد شد، نه تا زمانی که همه چیز در مالکیت اشتراکی باشد، زمانی‌که دیگر رعیت و ارباب وجود نداشته باشد و همه برابر باشیم. به چه دلیلی آن‌ها، همان‌هایی که ارباب خطابشان می‌کنیم، بهترین چیزها را صاحب شدند؟ بر چه اساس شایستگی‌اش را پیدا کردند؟ چرا ما را در اسارت نگه می‌دارند؟ اگر همه ما از یک پدر و مادر، آدم و حوا، متولد شده‌ایم، پس چطور می‌توانند ادعا یا ثابت کنند که از ما بهترند؟ البته شاید به غیر از این‌که می‌توانند مجبورمان کنند که کار و تولید کنیم تا بتوانند خرج کنند!— جان بال، کشیش انقلابی انگلیسی قرن ۱۴ م
 در مناطق دیگر اروپا چون آلمان و بوهم گرایش‌های رادیکال‌تری وجود داشت. تابوریتیان، شاخه‌ای رادیکال از مسیحیان هوسی، از نوعی کمونیسم پیروی می‌کردند. در برخی متون از قرن ۱۶ آلمانی راهکارهای خون‌باری برای مقابله با دشمنان جامعه اشتراکی احتمالی وجود دارد. در یک مورد، نویسنده ناشناسی که مورخان «انقلابی راین علیا» خطابش می‌کنند، نوشته است که در هر روز باید ۲٬۳۰۰ روحانی در حمامی از خون کشته شوند و این کار برای ۴ سال و نیم ادامه پیدا کند. او معتقد بود لازم است که «همه اموال، یکی شوند و در آن صورت واقعاً فقط یک گله و یک چوپان وجود خواهد داشت.» او این را راهی برای رسیدن به هزاره نهایی و بازگشت دوباره عیسی می‌دانست. یک دهه بعد، توماس مونتسر با عقاید مشابه در مورد بازگشت عیسی و رفتار با فئودال‌ها، جنگ رعایای آلمان را رهبری کرد اما شکست خورد و در سال ۱۵۲۵ بعد از شکنجه کشته شد. اتوپیا، کتابی از تامس مور به سال ۱۵۱۶ م، یکی از قدیمی‌ترین آثاری است که در آن جامعه‌ای اشتراکی توصیف شده است. راوی در اتوپیا می‌گوید که «تا زمان الغای مالکیت خصوصی، هرگز سهم منصفانه‌ای از منابع نصیب تو نخواهد شد.» مور خود تردیدهایی در مورد این جامعه داشت، اما علی‌رغم این، جامعه‌ای اشتراکی را به جامعه‌ای که در آن زندگی می‌کرد ترجیح می‌داد. نزدیک به یک قرن بعد، فیلسوف ایتالیایی توماسو کامپانلا در شهر خورشید (چاپ ۱۶۰۲) آرمانشهر مشابهی را به تصویر کشید.
در عصر روشنگری تفکرات دربارهٔ جامعه آینده دستخوش تغییراتی شد. در این دوره متفکرانی چون مونتسکیو، تورگو و آدام فرگوسن نظریاتی در ربط با مراحل توسعه یک جامعه ارائه دادند و این نظریات بر مارکس اثرگذار بودند. انقلاب فرانسه رهگشای تفکرات رادیکال‌تری شد که نه به دنبال درک، بلکه به دنبال تغییر بودند. این انقلاب مورد توجه ویژه انقلابیون بعدی، از مارکس تا لنین، بوده است. گروهی از انقلابیون فرانسوی، معروف به بابوویست‌ها، نزدیک‌ترین تفکرات به کمونیسم را داشتند زیرا آن‌ها برابری را بالاترین ارزش می‌دانستند. نظریه‌پرداز فرانسوی کلودهانری سن سیمون، برخلاف باوویست‌ها، به برابری معتقد نبود. او که «پدر سوسیالیسم نظری» به حساب می‌آید، باور داشت که رقابت آزاد اقتصادی منجر به فقر و بحران می‌شود و جامعه لاجرم به سمتی می‌رود که امور آن تنها بر اساس نیازهای اجتماعی پیش برده خواهد شد. تفکرات سیمون اولین شکل سوسیالیسمی بود که مارکس جوان با آن آشنا شد اما به دلیل آن‌که سیمون معتقد به دوری از خشونت و همکاری میان طبقات (و نه مبارزه طبقاتی اجتناب‌ناپذیر) بود، مارکس طرفداران مکتب او را جدی نمی‌گرفت.
از چهره‌های مهم در شکل‌دهی به تفکرات سوسیالیستی قرن نوزدهم، شارل فوریه و پیر-ژوزف پرودون بودند. فوریه طالب لغو مالکیت خصوصی نبود اما آینده‌ای را دوست می‌داشت که در آن کارگران به صورت تعاونی مالک شرکت خود باشند و نقش دولت تنها به مدیریت اقتصاد کاهش پیدا کند. او معتقد بود نیروی کار حقوق‌بگیر در واقع برده کارفرماست و بدین شیوه از بردگی آزاد می‌شود. پرودون کسی بود که اولین بار لفظ «سوسیالیست علمی» را به کار برد. او به مبارزه طبقاتی باور نداشت زیرا تحقق تفکرات خود را برای همه انسان‌ها می‌خواست. مارکس به هر دو شدیداً تاخته است؛ او حتی کتابی در نقد فلسفه فقر از پرودون با عنوان فقر فلسفه نوشت. اتین کابه کتابی به نام سفر به ایکاری نوشت و جامعه‌ای تخیلی فاقد مالکیت خصوصی را توصیف کرد. رابرت اوون، کارخانه‌دار ولزی، تحت‌تأثیر عقاید کابه در ایالات متحده کومون‌هایی بنیان گذاشت و این چنان شهرتی برایش ایجاد کرد که در راه سفر به ایندیانا، پنج رئیس‌جمهور آمریکا به ملاقاتش رفتند. جنبش ایکاریایی تأثیری بر عقاید مارکس نداشت.

### مارکسیسم
شبحی اروپا را گشت می‌زند – شبح کمونیسم.

جمله آغازین مانیفست حزب کمونیست
تفکرات مارکس و فریدریش انگلس بخش اعظم مارکسیسم را تشکیل می‌دهند، هر چند مارکس از انگلس اثرگذارتر بود. مارکس در آلمان متولد شد اما بیشتر سال‌های بزرگسالی خود را در انگلستان، در دوره انقلاب صنعتی و شکل‌گیری سرمایه‌داری، سپری کرد. انگلس پسر یک کارخانه‌دار آلمانی بود. او که مانند مارکس، از آنچه بی‌عدالتی‌های یک جامعه طبقاتی به حساب می‌آورد، آزرده‌خاطر بود، در اثری به نام وضعیت طبقه کارگر انگلیس (چاپ ۱۸۴۴) شرایط طبقه کارگر را به صورت تاریک و کابوس‌واری توصیف می‌کند. مارکس و انگلس فقر، بیماری و مرگ در سن کم که پرولتاریا با آن درگیر بودند را از امراض ساختاری سرمایه‌داری می‌دانستند و معتقد بودند جایگزینی این سیستم با کمونیسم — نظامی بر پایه مالکیت عمومی ابزار تولید نظیر کارخانه‌ها، معادن و غیره — تنها راه برای حل مشکلات مذکور است. ماتریالیسم تاریخی، انتقاد از سرمایه‌داری و براندازی انقلابی آن (و جایگزینی نهایی‌اش با کمونیسم) سه رکن اصلی تفکرات مارکس را تشکیل می‌دهند.
در آن عهد هنوز پژواک‌های انقلاب فرانسه در اروپا حس می‌شد و نیز مارکس در طول زندگی خود چند دوره انقلابی، ۱۸۳۰، ‎۱۸۴۸–۹ و ۱۸۷۱، را تجربه کرده بود. او باور داشت الگویی تاریخی در این انقلاب‌ها وجود دارد؛ در هر دوره از مراحل توسعه جوامع، اعضای آن جامعه «نیاز» های متفاوتی دارند و به صورت اجتماعی با یکدیگر برای دستیابی به آن همکاری می‌کنند و این همکاری در هر دوره به «مناسبات تولید» آن عهد بستگی دارد. نتیجتاً، تاریخ انسان باید با در نظر گرفتن تاریخ صنایع مطالعه شود. مارکس انتقال از یک مرحله به مرحله دیگری از توسعه جامعه را با توجه به این جنبش‌ها و همچنین نحوه تقسیم کار در آن جامعه تعیین می‌کرد. به گفته او، آگاهی تعیین‌کننده زندگی نیست، بلکه زندگی تعیین‌کننده آگاهی است؛ در نتیجه، برداشت ماتریالیستی از تاریخ می‌گوید انسان‌ها نه آنند که تصور می‌کنند هستند، بلکه کسانی هستند که تفکراتشان را از جهان پیرامون خود گرفته‌اند و همین آگاهی‌شان را شکل می‌دهد و ایده از عمل گرفته می‌شود، نه برعکس. به بیان دیگر و به عنوان مثال، الغای برده‌داری بدون دستیابی به ماشین بخار غیرممکن است. به همین صورت، آزادی انسان تنها با دستیابی به نیازهای روزانه زندگی ممکن است و نیروهای مولد باید به مرحله بالایی از توسعه برسند. با این حال، پیشرفت نیروهای مولد سبب می‌شود طبقه‌ای شکل بگیرد که با روابط تولید موجود در ستیز است؛ اینان که پرولتاریای بین‌المللی نام دارند تمام بار جامعه را به دوش می‌کشند اما از مزایای آن بهره نمی‌برند و به همین دلیل توانایی دستیابی به آگاهی کمونیستی را دارند؛ آن‌ها سرانجام طبقه حاکمه را سرنگون می‌کنند و جامعه را از نو شکل می‌دهند.
مارکس رابطه فرد با ابزار تولید را فاکتور تعیین‌کننده طبقه او می‌دانست. به عبارت ساده‌تر، مالکیت — به خصوص مالکیت چیزی که بتواند تولید ثروت کند — طبقه فرد را مشخص می‌کند. به عنوان مثال، در نظام ارباب‌رعیتی، بزرگ‌ترین شکاف طبقاتی میان زمین‌داران و کسانی که برای زمین‌داران کار می‌کردند، بود. با انقلاب صنعتی، این شکاف به شکاف بین کارخانهداران و کسانی که برای کارخانه‌داران کار می‌کردند، تبدیل شد. مارکس اینان را به دو گروه «سرمایه‌دار» (کاپیتالیست) یا «بورژوازی» و «پرولتاریا» تقسیم کرده است. او، چنان‌که در مانیفست حزب کمونیست اشاره کرده، معتقد بود «تاریخ همه جوامع تا این عصر، تاریخ مبارزه طبقاتی است.» نیز عقیده داشت که تنش میان طبقات در نهایت منجر به تغییرات انقلابی خواهد شد. در نظر مارکس، با ظهور سرمایه‌داری از پیچیدگی رابطه بین طبقات کاسته شده، و تنها دو طبقه اصلی بورژوازی و پرولتاریا باقی مانده‌اند. مبارزه طبقاتی نیز میان این دو، و نه بین دو طبقه اقلیتی که بر سر قدرت مبارزه می‌کنند، اتفاق می‌افتد و سرانجام آن یک انقلاب سوسیالیستی است. مارکس تا حدی تحت تأثیر هگل بود، اما تفاوت بزرگ این دو در ایدئالیست‌بودن هگل و ماتریالیست‌بودن مارکس است.
مارکس گذر از یک دوره سرمایه‌داری را ضروری می‌دانست، دوره‌ای که با تغییرات عظیم علمی و فنی سلطه انسان بر طبیعت را افزایش داده و ثروت بیشتری تولید کرده است. اما مشکل، در نظر مارکس، این بود که این ثروت به شیوه ناعادلانه‌ای تقسیم شده است. بورژواها بخش اعظم ثروت را تصاحب می‌کنند و در ازای ساعت‌ها کار سخت مبلغ کمی به نیروی کار می‌پردازند؛ مارکس سودی که بعد از پرداخت هزینه تولید و دستمزد کارگران برای سرمایه‌داران باقی می‌ماند را ارزش اضافی نامیده و این تفاوت را «نرخ استثمار» خوانده است. نتیجتاً، بورژوازی ثروت عظیمی را انباشته می‌کند، در حالی‌که کارگران فقیر و فقیرتر می‌شوند. نیز این ثروت به بورژوازی امکان کنترل دولت را می‌دهد. به علاوه، مارکس اعتقاد داشت، استثمار یک طبقه توسط طبقه‌ای دیگر حتی دیده هم نمی‌شود، همان‌طور که در جوامع برده‌دار، برده‌داری معمول، طبیعی و عادلانه توصیف می‌شد. بدین شیوه به توزیع ناعادلانه ثروت و قدرت سیاسی مشروعیت داده می‌شود. حتی ممکن است طبقه کارگر نیز این را بپذیرد. مارکس این وضعیت را «آگاهی اشتباه» توصیف می‌کند که یکی از ابزارهای آن دین، افیون توده‌ها، است زیرا سبب می‌شود کارگران وضعیت خود را بخشی از مشیت الهی بدانند. مارکس «ازخودبیگانگی» طبقه کارگر را از دیگر مشکلات ناشی از سرمایه‌داری به حساب می‌آورد.
بخش سوم براندازی سرمایه‌داری و جایگزینی نهایی آن با کمونیسم است. مارکس معتقد بود نظام اقتصادی مبتنی بر سرمایه‌داری محکوم به بی‌ثباتی و بحران ادواری است و دچار شدن به مشکلاتی چون رکود باعث افزایش بیکاری، کاهش حقوق و افزایش فقر میان پرولتاریا می‌شود؛ نتیجتاً آنان قانع خواهند شد که منافعشان با منافع بورژواها در تضاد است. آنان که به آگاهی طبقاتی رسیده‌اند، ابزارهای تولید و نهادهای دولتی را تسخیر می‌کنند و دولتی سوسیالیستی — که مارکس دیکتاتوری پرولتاریا می‌خواندش — تأسیس خواهند کرد تا از انقلاب در برابر ضدانقلاب بورژوازی حفاظت کند. زمانی که این خطر رفع شد، نیاز به دولت از بین می‌رود و آن دولت جای خود را به یک جامعه کمونیستی بدون طبقه خواهد داد.
منظور دقیق مارکس از دیکتاتوری پرولتاریا مشخص نیست. او تنها دو بار از این عبارت استفاده کرده است، بدون ارائه جزئیات؛ زیرا معتقد بود «وظیفه من نیست که برای آشپزخانههای آینده دستورالعمل آشپزی بنویسم.» اما کمون پاریس در ۱۸۷۱ او را تحت تأثیر قرار داد و ممکن است منظور چنین چیزی باشد. مارکس معتقد بود دیکتاتوری پرولتاریا چون پلی بین جامعه سرمایه‌داری و جامعه کمونیستی عمل می‌کند و در نتیجه، انتقال دموکراتیک از سرمایه‌داری به کمونیسم ممکن نیست. نیز اعتقاد داشت تنها جوامع صنعتی می‌توانند انقلاب سوسیالیستی داشته باشند و همچنین باور نداشت انقلاب سوسیالیستی در یک کشور به تنهایی کارساز باشد. در سال ۱۸۶۴، انجمن بین‌المللی کارگران (که به بین‌الملل اول مشهور است) با محوریت تفکرات مارکس تأسیس و مارکس نیز به عضویت شورای عمومی آن انتخاب شد. مارکس در بین‌الملل اول درگیر نزاعی با آنارشیست‌های حاضر در آن به رهبری میخائیل باکونین گردید. این انجمن نهایتاً با انتقال مقر مرکزی آن به نیویورک رو به زوال گذاشت و سرانجام منحل شد.
مارکس معتقد بود جامعه کمونیستی دو مرحله خواهد داشت. در مرحله اول، جامعه که به تازگی خود را از سرمایه‌داری رها کرده، دچار نابرابری اجتناب‌ناپذیری خواهد شد اما در مرحله نهایی مشکلات رفع خواهد شد و آن زمان است که شعار معروف سوسیالیسم، «از هرکس به اندازه توانایی‌اش، به هرکس به اندازه نیازش»، رنگ حقیقت خواهد گرفت. برخی از مطالبات جامعه کمونیستی مارکس، مثل تحصیل همگانی و مالیات بر پایه قدرت پرداخت، امروزه تقریباً در همه جهان وجود دارد، اما بخش‌های دیگر نظیر مالکیت عمومی حتی در جهان حاضر، مانند دوران زندگی مارکس، مطالباتی رادیکال به حساب می‌آیند.

#### تجدیدنظرطلبان
بعد از مرگ انگلس در ۱۸۹۵، مارکسیست‌ها به دو گروه اصلی تقسیم شدند: تجدیدنظرطلبان و انقلابی‌ها. تجدیدنظرطلبان ترجیح می‌دادند که انتقال به جامعه سوسیالیستی به صورت صلح‌آمیز انجام شود. از جمله آن‌ها، ادوآرد برنشتاین رهبر حزب سوسیال دموکرات آلمان و از دوستان انگلس بود. برنشتاین مارکسیسم را از چهار نظر مورد تجدیدنظر قرار داد. اول، یک بعد اخلاقی به آن اضافه کرد، مبنی بر اینکه انسان‌ها هدف هستند و نباید با آنان چون وسیله رفتار کرد؛ چه توسط سرمایه‌داران و چه توسط کمونیست‌ها. دوم، با ظهور اتحادیه‌های تجاری و احزاب سیاسی کارگری، فرصت‌هایی ایجاد شده که تجدیدنظر در تفکرات مارکس را امری ضروری کرده است. سوم، با افزایش قدرت این اتحادیه‌ها و احزاب، وضعیت پرولتاریا — برخلاف پیش‌بینی مارکس — رو به بهبود است؛ و چهارم، دیکتاتوری پرولتاریا مستعد تبدیل‌شدن به دیکتاتوری سخنوران و نویسندگان است. برنشتاین مورد حمله مارکسیست‌های وفادار به اصل تفکرات مارکس، قرار گرفت و آنان او را بورژوا و ضدانقلابِ خائن به آرمان لقب دادند. از جمله منتقدان او، انقلابی روس ولادیمیر لنین بود.

### لنینیسم
ولادیمیر لنین در شهر کوچکی در نزدیکی رود ولگا متولد شد. والدین او هر دو معلم بودند و این حس مسئولیت اجتماعی را در او تقویت می‌کرد. در نوجوانی، برادر بزرگ‌تر لنین به اتهام تلاش برای ترور تزار الکساندر سوم اعدام شد. دو مورد یادشده در تفکرات او تأثیرگذار بودند. او مدت کوتاهی بعد از اعدام برادرش شروع به مطالعه آثار مارکس و سوسیالیست‌های رادیکال روس نظیر نیکلای چرنیشفسکی کرد. نیز رهبران حزب سوسیال دموکرات آلمان نظیر کارل کائوتسکی بر او تأثیر گذاشتند. برخلاف مارکس، لنین شدیداً در سیاست کشور خود دخیل و نتیجتاً بزرگ‌ترین تأثیراتش بر نظریه کمونیسم حاصل تجربیات شخصی، واکنش جهان اطراف و اختلافاتش با دیگر مارکسیست‌ها بود. تعریف نقش حزب انقلابی، نظریه امپریالیسم و تمایز سوسیالیسم و کمونیسم از یکدیگر، مهم‌ترین اثرات لنین بر کمونیسم هستند.
مارکس اشارات کمی به نقش احزاب کرده است. اما لنین اعتقاد داشت شکل‌گیری آگاهی سیاسی در طبقه کارگر روسیه، امری زمان‌بر است و در نتیجه، وجود یک حزب «پیش‌قراول» ضروری است. در چه باید کرد؟ لنین می‌نویسد که انقلاب نباید توسط پرولتاریا به تنهایی انجام شود، بلکه باید توسط آنان و به رهبری پیش‌قراولان به پیروزی برسد. اینان سپس توده را راهنمایی و هدایت خواهند کرد. وجود چنین حزبی ضرورت دارد زیرا توده به دلیل رنج‌بردن از آگاهی اشتباه نمی‌تواند به خودی خود حکومت کند و دموکراسی باید امری درون‌حزبی باشد. این نظریات نخبه‌گرایانه او با استدلال افلاطون مبنی بر حکومت یک پادشاه فیلسوف مقایسه می‌شود.
رساله امپریالیسم، بالاترین مرحله سرمایه‌داری اثری است که لنین در ۱۹۱۷ برای توضیح دلایل آغاز جنگ جهانی اول نوشته است. در این رساله، لنین که امپریالیسم را بالاترین مرحله سرمایه‌داری می‌داند، استدلال می‌کند که قدرت‌های بزرگ همه جهان را بین یکدیگر تقسیم کرده‌اند و فتح مستعمرات یکدیگر تنها راه باقی‌مانده برای به دست آوردن منابع، بازارهای جدید و نیروی کار ارزان است. نیز آنان از منابع مستعمراتشان برای «رشوه‌دادن» (مانند کاهش ساعات کار و افزایش حداقل دستمزد) به طبقه پرولتاریا استفاده می‌کنند و در نتیجه انقلاب نمی‌تواند از این کشورها آغاز شود. اهمیت این اثر این است که لنین از آن برای توجیه در دست‌گرفتن قدرت در روسیه استفاده کرد؛ که بدعتی در مارکسیسم به حساب می‌آید زیرا آن کشور هنوز صنعتی نبود و در واقع بیشتر فئودالی می‌مانست تا کاپیتالیستی، در نتیجه آمادگی یک انقلاب سوسیالیستی را نداشت. لنین معتقد بود که روسیه شکننده‌ترین حلقه در زنجیر کشورهای سرمایه‌دار است و با شکستن این حلقه، فروریختن زنجیر آغاز خواهد شد و آن زمان روسیه به کشورهای صنعتی چون آلمان، فرانسه و بریتانیا خواهد پیوست. انقلابیون بسیاری در سراسر جهان از این نظریه لنین برای توجیه در دست‌گرفتن قدرت در کشورهای غیرصنعتی استفاده کرده‌اند.
سومین تأثیر مهم لنین بر نظریه کمونیسم، ایجاد تمایز بیشتر بین سوسیالیسم و کمونیسم بود. مارکس گاه از هر دو عبارت به یک معنی استفاده کرده، مگر در برخی موارد که سوسیالیسم را پیش‌زمینه‌ای برای کمونیسم دانسته است. اما لنین به صراحت مشخص کرده که توزیع درآمد تحت سوسیالیسم و کمونیسم متفاوت باید باشد. به عقیده او، تحت کمونیسم هر کس به اندازه توانایی‌اش کار خواهد کرد و به اندازه نیازش داده خواهد شد، اما تحت سوسیالیسم هرکس به اندازه توانایی‌اش کار خواهد کرد، حال آن‌که به اندازه کاری که انجام می‌دهد، سهم خواهد برد. کشورهای کمونیستی در برخی موارد این نظریه لنین را برای توجیه اختلاف میان درآمدها در کشورهای خود به کار برده‌اند. همچنین لنین تأکید بیشتری بر اهمیت یک دولت قدرتمند در پیامد انقلاب سوسیالیستی داشت.

#### مارکسیسم–لنینیسم
مارکسیسم–لنینیسم ایدئولوژی سیاسی رسمی اتحاد شوروی و دیگر کشورهای بلوک شرق بود. ولادیمیر لنین خود این عبارت را به کار نبرده و آن را بعد از مرگش ابداع کردند. مارکسیسم–لنینیسم در ابتدا بدان معنا به کار می‌رفت که مارکسیسم به وسیله لنینیسم با شرایط روز وفق داده شده است. این تفکر در آغاز دیدی جهانی داشت اما با اتخاذ سیاست سوسیالیسم در یک کشور توسط استالین، به عبارتی جهت مشروعیت‌بخشی به این سیاست تبدیل شد و حتی پس از استالین‌زدایی نیز ایدئولوژی دولتی شوروی باقی ماند. برخی رژیم‌های کمونیستی دیگر مواردی بدان افزودند؛ در چین تا سال ۲۰۰۲ از آن با عنوان «مارکسیسم–لنینیسم و تفکر مائو» زدونگ نام برده می‌شد و در آن سال نام جانشینان مائو را نیز اضافه کردند. همچنین در کره شمالی «مارکسیسم–لنینیسم و ایده جوچه» می‌خوانندش و با ویژگی‌هایی مثل خودکفایی، شباهت آن به سیاست سوسیالیسم در یک کشور آشکار است.

##### استالینیسم
لنین در ژانویه ۱۹۲۴ درگذشت. مرگ او یکی از مهم‌ترین ویژگی‌های رژیم‌های کمونیستی – ناتوانی یا بی‌میلی برای ایجاد شیوه مشخص انتقال قدرت – را آشکار کرد. به هر روی ژوزف استالین تا اواخر دهه ۱۹۲۰ قدرت خود را مستحکم و رقبا را از میدان به در کرده بود. استالین نظیر مارکس یا لنین نظریه‌پرداز بزرگی نبود، اما تأثیراتی بر نظریه کمونیسم گذاشت. مهم‌ترین این تأثیرات، تبدیل «سوسیالیسم در یک کشور» به سیاست رسمی اتحاد جماهیر شوروی سوسیالیستی در ‎۱۹۲۵–۶ بود.
مبتکر سوسیالیسم در یک کشور، نیکلای بوخارین بود. هدف از این نظریه آن بود که محدود کردن سوسیالیسم به مرزهای اتحاد شوروی توجیه شود، آن هم در شرایطی که لنین شخصاً معترف بود روسیه آماده سوسیالیسم نیست و باید به کشورهای صنعتی بپیوندد. در نتیجه سوسیالیسم در یک کشور با دو اصل از اصول مارکسیسم در تضاد بود. این همچنین زیربنایی شد برای توجیه دیگر سیاست‌های دولت استالین، به خصوص جمعی‌سازی کشاورزی و صنعتی‌سازی مداوم بر پایه یک اقتصاد دستوری. دو فاکتور مهم دیگر حکومت استالین — حکومت وحشت و کیش شخصیت — اثر ماندگاری بر رژیم‌های کمونیستی نگذاشتند.

##### مائوئیسم
مانند لنین، مائو زدونگ نیز به دلیل نارضایتی از وضع موجود در کشور خود جذب مارکسیسم، به خصوص نظریه امپریالیسم لنین و سوسیالیسم در یک کشور، شد. در آن زمان چین تحت حکومت ناسیونالیست‌ها و جنگ‌سالاران بود و مائو شیوه حکومت آنان را مناسب نمی‌یافت. جمهوری خلق چین تنها ابرقدرت جهان است که در حال حاضر تحت حکومت یک حزب کمونیست است.
بنا به گفته نظریه‌پردازان معاصر چینی، بزرگ‌ترین اثر مائو بر نظریه کمونیسم، ایجاد توجیهی برای حکومت حزب کمونیست بر یک جامعه «نیمه‌استعماری و نیمه‌فئودالی که از جمعیت روستایی و بورژوازی خرده‌پا تشکیل شده» بود. در واقع استالین هم که در مارکسیسم کلاسیک بدعت‌هایی ایجاد کرده بود، قبول داشت که مدل مارکسیستی بر پرولتاریای شهرنشین استوار است و نه جمعیت روستایی. نیز مارکس و انگلس در مانیفست حزب کمونیست از «حماقت زندگی روستایی» نوشته‌اند. در نتیجه مائو که در چین — کشوری با اکثریتی کشاورز — قدرت را در دست داشت، ضروری می‌دید که توجیهی مبنی بر اینکه حکومت او کماکان در چارچوب مارکسیسم است، ارائه کند. او مدعی بود که «خلاقانه» مارکسیسم را اصلاح کرده است تا با وضعیت چین سازگار شود. وی ابتدا از نظریه امپریالیسم لنین استفاده کرد تا عقب‌افتادگی چین را توضیح دهد و انقلاب در جامعه فقیر مبتنی بر کشاورزی را توجیه کند. سپس طبقه پرولتاریای استثمارشده توسط طبقه سرمایه‌دار حاکم را با ملتِ پرولتاریایی استثمارشده توسط کشورهای سرمایه‌دار مثل ایالات متحده جایگزین کرد. مائوئیسم بیش از مارکسیسم کلاسیک، به مارکسیسم–لنینیسم نزدیک است.

#### تروتسکیسم
لئون تروتسکی از شخصیت‌های اثرگذار انقلاب‌های ۱۹۰۵ و ۱۹۱۷ روسیه بود. بعد از مرگ لنین، اختلافات میان او و استالین بر سر سیاست‌های داخلی و خارجی تبدیل به یک دشمنی شد. تروتسکی معتقد بود در یک جامعه توسعه‌نیافته، مانند روسیه، انقلاب تنها می‌تواند توسط پرولتاریا به سرانجام برسد. زمانی که پرولتاریا به قدرت رسید، باید اصلاحات کشاورزی اعمال و توسعه اقتصادی کشور را تسریع کند؛ انقلاب باید سوسیالیستی باشد و مالکیت خصوصی بر ابزار تولید را لغو کند، وگرنه شکست خواهد خورد. اما، برخلاف سوسیالیسم در یک کشورِ استالین، انقلاب نمی‌تواند در انزوا انجام شود. کشورهای کاپیتالیستی تلاش خواهند کرد آن را نابود کنند. نیز انقلاب به توانایی‌های صنعتی کشورهای پیشرفته محتاج است. نتیجتاً، انقلاب باید مداوم و جهانی باشد. تأکید تروتسکی بر ضرورت یافتن یا ایجاد فضای انقلابی، تعلیم طبقه کارگر جهتِ انقلابی‌کردن آنان، باز نگه‌داشتن درهای حزب به روی گرایش‌های انقلابی جدید و پرهیز از ایجاد یک بروکراسی پیچیده و سازمان‌دهی قیام مطابق نقشه بود.

#### کمونیسم اروپایی
لنین، استالین و مائو جملگی در کشورهای در حال توسعه زندگی و حکومت کردند اما مارکس نظریات خود را تنها در کشورهای پیشرفته صنعتی قابل اجرا می‌یافت. در طول قرن بیستم، ملل غربی مانند فرانسه و ایتالیا احزاب کمونیستی تأثیرگذاری داشتند اما شرایط این کشورها با شرایطی شوروی، چین و دیگر دولت‌های کمونیستی داشتند فرق می‌کرد؛ نتیجتاً نگرش‌های متفاوتی نسبت به کمونیسم در کشورهای غربی ظهور کرد. در واقع با وجود اینکه برخی، مانند کمونیست‌های فرانسوی، حداقل تا اواخر دهه ۱۹۶۰ به مسکو وفادار ماندند، دیگر گروه‌ها دچار ابهاماتی در ربط با کارکرد مدل شوروی در کشورهایشان شدند. در دهه ۱۹۵۰، کمونیست معروف ایتالیایی پالمیرو تولیاتی معتقد بود برپایی کمونیسم در هر کشور باید بسته به شرایط همان کشور سنجیده شود و نیز جنبش جهانی کمونیسم باید به جای یک مرکز (مسکو)، چند مرکز داشته باشد. در ابتدا استقبال کمی از پیشنهادهای تولیاتی شد اما بعد از حمله شوروی و کشورهای پیمان ورشو به چکسلواکی در ۱۹۶۸، محبوبیت مسکو نزد کمونیست‌های غرب اروپا دچار ریزش شد و حتی احزاب کمونیستی بسیاری از اعضای خود را از دست دادند. از این زمان نوع نرم‌تر و دموکراتیک‌تری از کمونیسم در اروپای غربی شکل گرفت. این جنبش به مرور زمان، به خصوص وقتی‌که کمونیست‌های ایتالیایی در ۱۹۹۱ لفظ «کمونیسم» را رها کرده و خود را حزب دموکرات چپ نامیدند، به فراموشی سپرده شد اما در اوج گسترشش در دهه‌های ۱۹۷۰ و ۱۹۸۰ به چالشی برای حکومت‌های کمونیستی آسیا و شرق اروپا تبدیل شده بود.

### کمونیسم غیر مارکسی
علی‌رغم اینکه مارکس برجسته‌ترین نظریه‌پرداز کمونیستی است، کمونیسم شاخه‌های غیر مارکسی نیز دارد. از جمله تأثیرگذارترین این شاخه‌ها آنارکو کمونیسم است که علاوه بر مالکیت اشتراکی، الغای دولت را نیز طلب می‌کند. ویلیام گادوین در انگلستان، پتر کروپوتکین و میخائیل باکونین در روسیه و اما گلدمن در ایالات متحده از جمله معروف‌ترین آنارکو کمونیست‌ها بوده‌اند. به عقیده آن‌ها، دولت و مالکیت خصوصی به یکدیگر وابسته هستند: دولت نهادی است که از مالکیت خصوصی محافظت می‌کند و مالکان پاسدار نهاد دولت هستند. در نتیجه، اگر قرار است منابع به صورت اشتراکی و عادلانه تقسیم شود، پس دولت باید برای همیشه نابود شود. باکونین در کتاب دولت و آنارشی (چاپ ۱۸۷۴) به مارکس و دولت انتقالی مد نظر او — دیکتاتوری پرولتاریا — که قرار است از انقلاب در برابر ضدانقلاب بورژوازی محافظت کند و سپس محو شود، حمله می‌کند و می‌نویسد که هیچ دولتی تا به امروز محو نشده و هرگز نخواهد شد. در عوض، این در ذات دولت است که تلاش کند سلطه خود بر اتباعش را افزایش دهد و همه آزادی‌هایی که یک روز داشتند را بگیرد. باکونین دولت انتقالی مارکس را «دیکتاتوری بر پرولتاریا» لقب می‌دهد.

## کمونیسم، به عنوان ایدئولوژی حاکم

### از ۱۹۱۷ تا جنگ جهانی دوم

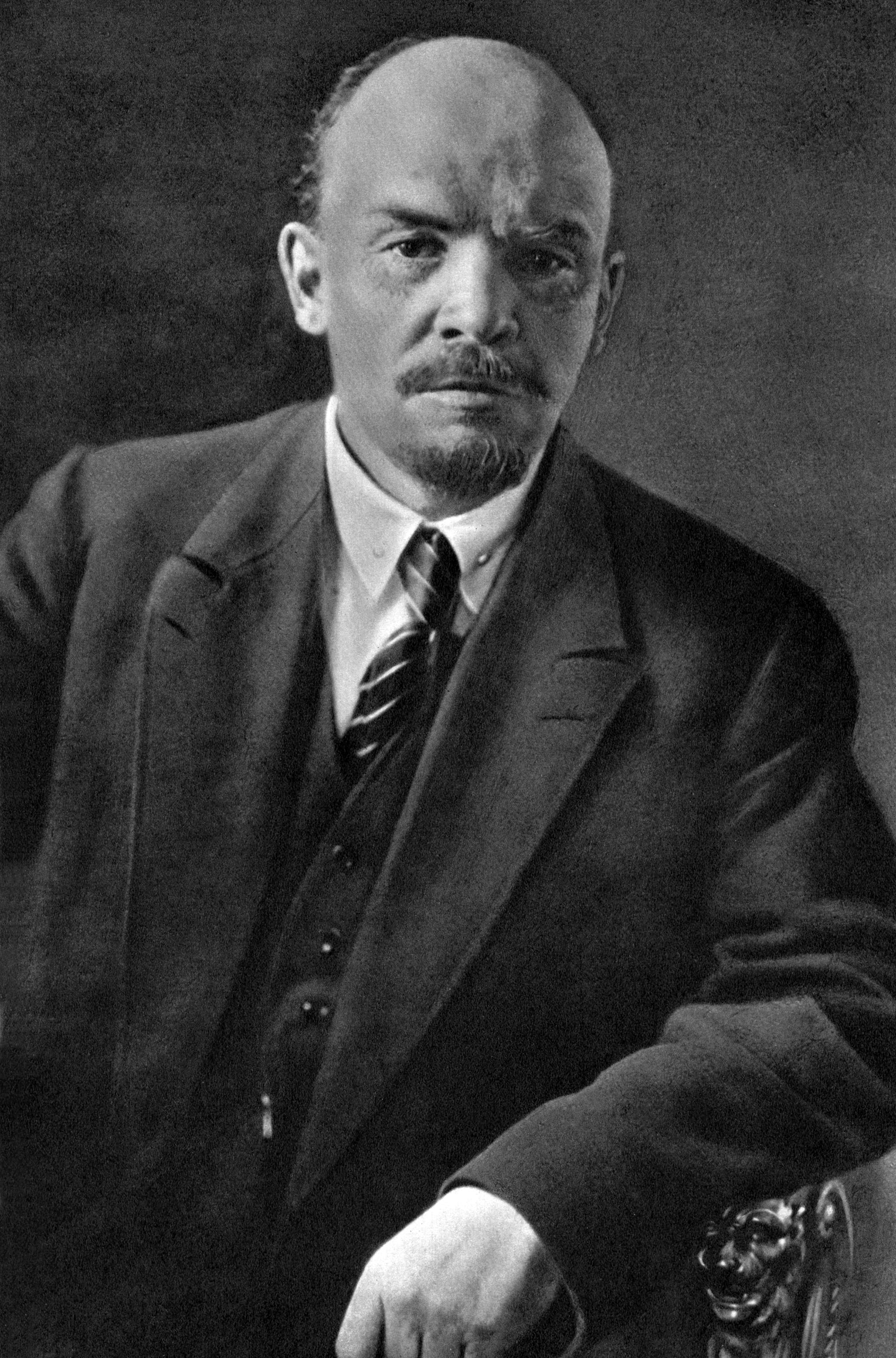
ولادیمیر لنین، انقلابی روس و اولین رهبر شوروی

انقلاب اکتبر روسیه در سال ۱۹۱۷ به رهبری ولادیمیر لنین نقطه آغاز حضور کمونیست‌ها در قدرت به‌شمار می‌رود. بلشویک‌ها (اکثریت) و منشویک‌ها (اقلیت) دو شاخه از یک حزب بودند اما به دلیل اختلاف‌نظر به دو گروه تقسیم شدند؛ لنین و بلشویک‌ها برخلاف ژولیوس مارتوف و منشویک‌ها اعتقاد داشتند روسیه برای انقلاب سوسیالیستی آماده است. مارتوف و لنین همچنین دربارهٔ مسائلی مثل رهبری حزب نیز با یکدیگر اختلاف نظر داشتند زیرا مارتوف معتقد بود اعضای حزب باید بتوانند آزادانه نظراتشان را ابراز کنند اما لنین بر رهبری قوی با سلطه کامل بر حزب تأکید داشت. نهایتاً لنین توانست با شعار «صلح، زمین، نان» بین جمعیت خسته از جنگ روسیه طرفداران زیادی پیدا کند و با پایین‌کشیدن دولت موقتی که بعد از انقلاب فوریه ظهور کرده بود، حکومت کمونیست‌ها را برپا کند. اما رژیم جدید هم مخالفان خودش را داشت که سبب یک جنگ داخلی در روسیه بین سال‌های ۱۹۱۷ تا ۱۹۲۱ شد. اگر چه بلشویک‌ها پیروز شدند، اما به زودی مشخص شد مشکلاتشان هنوز به پایان نرسیده و در حال از دست‌دادن حمایت مردم هستند. این همزمان بود با دهمین کنگره حزب، که در آن رویکرد جدیدی برای تحکیم و حفظ قدرت اتخاذ شد. اول آن‌که فعالیت تمام احزاب در شوروی را ممنوع کردند و دوم، اختلافات داخلی در درون حزب (مانند ایجاد ائتلاف میان اعضا برای به چالش‌کشیدن رهبر) نیز ممنوع شد. در سال ۱۹۱۹، لنین در واکنش به کنفرانس بین‌المللی احزاب سوسیالیست که توسط حزب کارگر بریتانیا ترتیب داده شده بود، تصمیم گرفت کنفرانس جداگانه‌ای به نام کمونیست بین‌الملل (کمینترن) به موازات کنفرانس کارگر برگزار کند که با استقبال چندانی از سوی احزاب سوسیالیست اروپا مواجه نشد.
اما در زمینه اقتصاد تصمیمات کاملاً متفاوتی گرفته شد. لنین طی سیاست‌های نوین اقتصادی، آزادی‌های بیشتری داد که از جمله آن حمایت از صنایع کوچک خصوصی بود. در واقع بلشویک‌ها امیدوار بودند این وضعیت اقتصاد را بهبود بخشد تا از میزان ناامیدی میان طرفدارانشان کاسته شود؛ ولی لنین در ۱۹۲۲ سکته اول خود را تجربه کرد و اندکی بعد، در ژانویه ۱۹۲۴، درگذشت. شیوه مشخصی برای انتقال قدرت در اتحاد شوروی وجود نداشت، در نتیجه بعد از مرگ لنین رقابت قدرتی میان بوخارین، استالین و تروتسکی ایجاد شد. در بین اینان، بوخارین کمترین شانس را داشت و نیز اعضای برجسته حزب می‌پنداشتند تروتسکی بیش از اندازه باهوش – و در نتیجه خطرناک – است. همچنین کمونیست‌ها و به‌طور کلی جمعیت خسته از جنگ و انقلابِ شوروی سیاست سوسیالیسم در یک کشور استالین را جذاب‌تر از نظریه انقلاب مداوم تروتسکی می‌یافتند؛ نتیجتاً استالین از این رقابت قدرت پیروز بیرون آمد.
اکتبر ۱۹۲۸ نقطه‌ای که شوروی سیاست‌های نوین اقتصادی را رها کرد تا برنامه‌های استالین را پیاده کند، به‌شمار می‌رود. او برنامه پنج ساله اقتصادی را به کار بست که هدف اصلی آن صنعتی‌سازی سریع و گسترده شوروی بود. اما دیری نپایید که مشخص شد صنعتی‌سازی در این سطح نیاز به سرمایه‌گذاری دارد. سرمایه‌گذاران خارجی علاقه‌ای به سرمایه‌گذاری در شوروی نداشتند، بورژوازی کوچک روسیه در طول انقلاب یا پس از آن نابود شده بود و دولت نیز از سرمایه لازم برای اجرای طرح‌های استالین برخوردار نبود. در این زمان (۱۹۲۹) استالین به سراغ بزرگ‌ترین قشر جامعه – کشاورزان – رفت. او قصد داشت با جمعی‌سازی کشاورزی با یک تیر دو نشان بزند: تولید محصول افزایش پیدا کند و هزینه لازم برای صنعتی‌سازی فراهم شود. اما بسیاری از کشاورزان ترجیح می‌دادند مالک زمینی که بر روی آن کار می‌کنند باشند. استالین از ۱۹۳۰ به حجم عظیم مخالفت‌ها پی برده بود و در جواب کشاورزان را مجبور به پذیرش طرح کشاورزی جمعی کرد.
در ۱۹۳۴ استالین اعلام کرد طرح به مقصود خود رسیده است. اما طی قحطی ‎۱۹۳۲–۳۳ چندین میلیون نفر از گرسنگی حاصل از برنامه‌های جمعی‌سازی مرده بودند. نیز حس ضدکمونیستی در بسیاری از کشاورزان شکل گرفته بود و انتقادات از استالین حتی در سطوح بالای حزب نیز دیده می‌شد. او در پاسخ پاکسازی بزرگ را آغاز کرد که به مرگ میلیون‌ها نفر انجامید. آمار دقیق کشته‌شدگان مورد اختلاف است اما احتمالاً بین ۳ تا ۵ میلیون نفر بوده است. پاکسازی بزرگ در ‎۱۹۳۶–۸ به اوج خود رسید، هر چند بخش‌هایی از آن تا زمان مرگ استالین در مارس ۱۹۵۳ ادامه پیدا کرد.

### جنگ جهانی دوم و گسترش کمونیسم
تا قبل از دهه ۱۹۴۰ تنها دو کشور کمونیستی وجود داشت؛ شوروی و مغولستان. در کشورهایی مانند آلمان و مجارستان تلاش‌هایی برای برپایی حاکمیت کمونیستی انجام شده بود که نتیجه‌ای نداشت. اما این وضعیت بعد از جنگ جهانی دوم تحول عظیمی به خود دید و تا پایان دهه، بیشتر شرق آسیا و اروپای شرقی تحت حاکمیت کمونیست‌ها بود.

برافراشتن پرچم برفراز رایشس‌تاگ، تصویری نمادین از پیروزی اتحاد شوروی در جنگ جهانی دوم

شوروی در سال ۱۹۴۱ در اثر حمله آلمان نازی وارد جنگ شد. آنان در ۱۹۳۹ پیمان عدم‌تجاوزی با آلمان امضا کرده بودند که در واقع چراغ سبزی از سوی نازی‌ها به شوروی برای تصرف کشورهای بالتیک بود. در جریان حمله آلمان، مردم شوروی سرسختانه از کشور خود دفاع کردند. اما استالین می‌دانست کشورش توان شکست کامل متحدین را ندارد، در نتیجه با کشورهای غربی همکاری کرد. آنان از کنفرانس تهران (۱۹۴۳) به بعد برای تعیین مرزهای اروپای جدید مذاکره کردند. از جمله نتایج این مذاکرات تقسیم آلمان بود. نیز چرچیل، در غیاب آمریکا، به استالین پیشنهاد داد بلغارستان و رومانی حوزه نفوذ شوروی، یونان حوزه نفوذ بریتانیا و مجارستان و یوگسلاوی نیز مشترک باشد. استالین به سرعت پذیرفت. شوروی همچنین با انجام کودتایی کمونیست‌ها را در چکسلواکی در قدرت نشاند. در برپایی حکومت کمونیستی در یوگسلاوی، شوروی نقش زیادی نداشت و در واقع رژیم کمونیستی آن کشور بیشتر توسط غرب حمایت می‌شد.
علاوه بر اروپای شرقی، رژیم‌های کمونیستی در شرق و جنوب‌شرق آسیا نیز در مناطق وسیعی قدرت یافتند. تا اواخر دهه ۱۹۴۰، ویتنام (۱۹۴۵)، کره شمالی (۱۹۴۸) و چین (۱۹۴۹) تحت حاکمیت کمونیست‌ها بودند. مورد کره شمالی مثل آلمان شرقی بود که منطقه تحت اشغال شوروی به یک کشور کمونیستی تبدیل شده بود. اما هو شی مین در ویتنام و مائو زدونگ در چین بدون کمک خارجی قابل توجهی قدرت خود را به دست آوردند. مائو در جنگ داخلی علیه ناسیونالیست‌ها پیروز شد و آنان به تایوان گریختند.
بدین ترتیب تعداد کشورهای کمونیستی از ۲ به ۱۳ رسید. این کشورها شامل آلبانی، بلغارستان، چین، چکسلواکی، آلمان (شرقی)، مجارستان، کره (شمالی)، لهستان، رومانی، ویتنام و یوگسلاوی به علاوه شوروی و مغولستان بودند. اکثر این دولت‌ها (به غیر از یوگسلاوی) نزدیکی زیادی به مسکو داشتند و سیاست‌های کلی شوروی از جمله ملی‌سازی صنایع، تحصیل و درمان رایگان، جمعی‌سازی کشاورزی و همین‌طور سرکوب شدید مخالفان را اتخاذ کردند.

### اختلافات در جنبش کمونیسم
ژوزف استالین در مارس ۱۹۵۳ درگذشت. علی‌رغم پاکسازی بزرگ، بسیاری از مردم شوروی بر مرگ او دریغ خوردند. اتحاد جماهیر شوروی در زمان مرگ استالین یک کشور صنعتی و مرکز یک امپراتوری جدید بود. به هر روی هنوز در شوروی یک روند مشخص انتقال قدرت وجود نداشت، لذا مدعیان جدیدی سر برآوردند. رقبای اصلی در این نزاع گئورگی مالنکوف، ویاچسلاو مولوتف و لازار کاگانویچ بودند اما فاتح نهایی نیکیتا خروشچف در ژوئن ۱۹۵۷ بود. بدین ترتیب تحکیم قدرت رهبر جدید شوروی بیش از ۴ سال طول کشید.
جنگ قدرت در شوروی مشکلاتی در دیگر کشورهای کمونیستی به همراه داشت. اولین چالش جدی در کشورهای کمونیستی جدید در ژوئن ۱۹۵۳ در آلمان شرقی اتفاق افتاد. اعتصاب گروهی از کارگران در برلین شرقی به سرعت به تمام کشور کشید اما نیروهای نظامی شوروی و آلمان شرقی آنان را سرکوب کردند. شرایط از ۱۹۵۶ تغییرات عمده‌ای کرد. در آن سال، لهستان و مجارستان صحنه ناآرامی‌هایی بودند و شوروی به کشور اخیر حمله کرد که نتیجه آن مرگ ۲۰ هزار شهروند بود. در پس از این ناآرامی‌ها، سه فاکتور عمده وجود داشت: موضع خروشچف در قبال یوگسلاوی، «چندمرکزگراییِ» تولیاتی و «سخنرانی مخفیانه فوریهِ» ۱۹۵۶ خروشچف. خروشچف در ۱۹۵۵ که جای پای خود را به اندازه کافی محکم می‌دید، تصمیم گرفت روابط سرد شوروی و یوگسلاوی را بهبود دهد. یوگسلاوی خوانش جدیدی از سوسیالیسم را به کار بسته بود که نسبت به مدل شوروی بازتر بود. پیام موضع خروشچف آن بود که شوروی حاضر است رسیدن به هدف مشترک به شیوه‌های مختلف را بپذیرد. حداقل برخی در اروپای شرقی چنین برداشتی کردند. نیز ظاهراً خروشچف نظریه چندمرکزگرایی تولیاتی را پذیرفته بود. اما مهم‌ترین موضوع، انتقادات شدید خروشچف در کنگره بیستم حزب (فوریه ۱۹۵۶) از استالین بود. این کنگره پشت درهای بسته برگزار شد اما متن آن به بیرون درز کرد. از جمله «خطاهای استالین» موضع او در قبال یوگسلاوی بود. پیام موجود در این سخنرانی واضح بود و نتیجتاً در کشورهایی که تصور می‌شد کمونیسم به آن‌ها تحمیل شده – لهستان و مجارستان – ناآرامی‌های شدیدی ایجاد شد. تنها تغییر حاصل قابل ذکر از این ناآرامی‌ها در لهستان و مجارستان، تغییر رهبران آن‌ها بود. حمله شوروی به مجارستان ضمناً ریزش شدید اعضای احزاب کمونیست در کشورهایی غیرکمونیستی را نیز موجب شد.

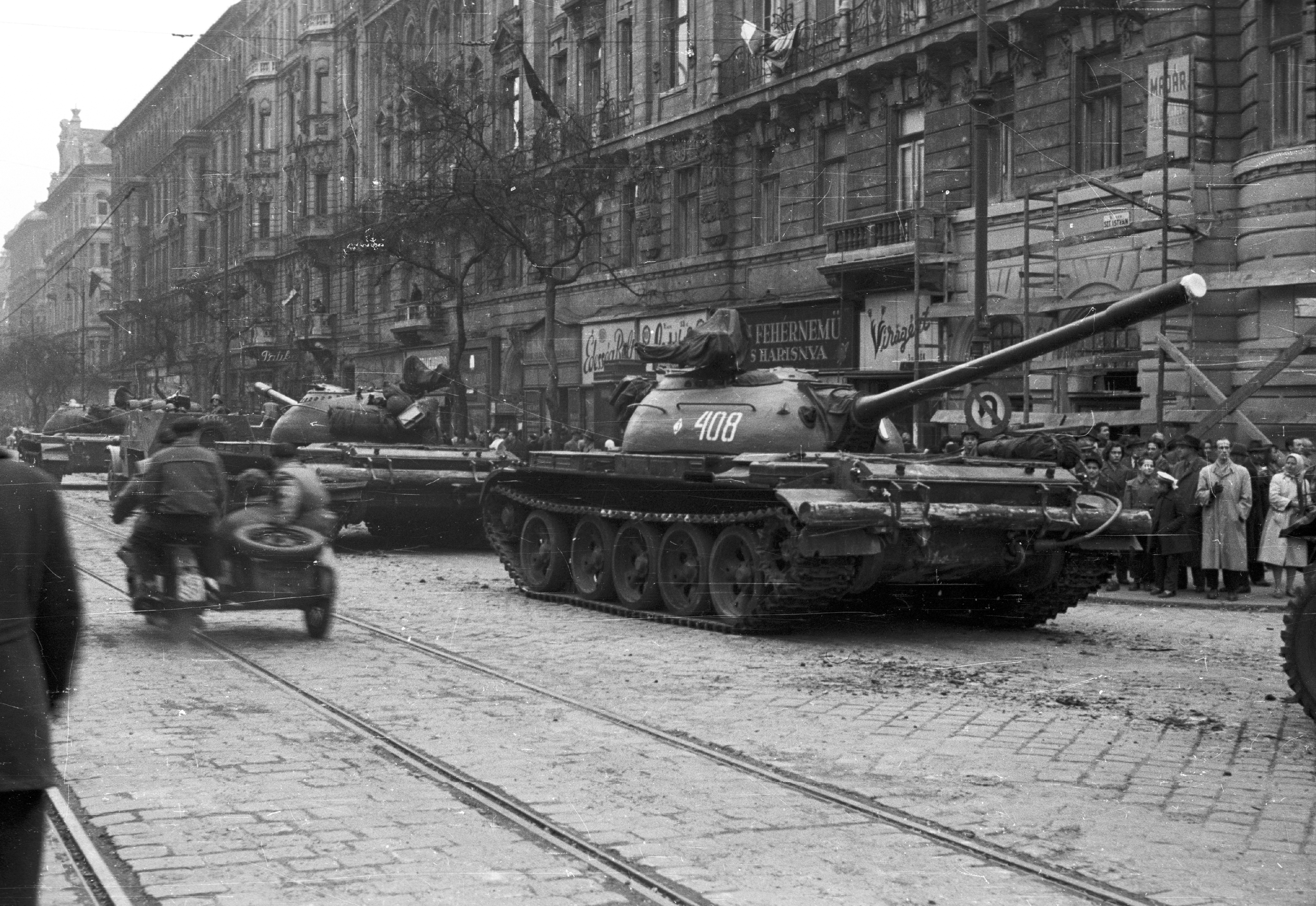
تانک‌های شوروی در خیابان‌های بوداپست، بعد از حمله شوروی به مجارستان

پیامدهای سخنرانی مخفیانه به اروپای شرقی محدود نبود. چینی‌ها تا آن روز بی‌قید و شرط به صورت عمومی از استالین حمایت کرده بودند و انتقاد خروشچف آنان را مشکلاتی سبب شد، خصوصاً که مائو در آن سال جنبش یک‌صد گل را آغاز کرده بود که به مردم اجازه می‌داد آزادانه دربارهٔ حکومت کمونیستی نظر دهند. نیز او راضی نبود که رهبران شوروی با چین مثل یک دست‌نشانده رفتار می‌کردند. مائو همچنین با سیاست «هم‌زیستی مسالمت‌آمیز» شوروی و کشورهای بلوک شرق با ملل کاپیتالیستی مخالف بود. شوروی ابتدا از برنامه هسته‌ای چین حمایت می‌کرد اما زمانی که چین از آن‌ها خواست بمب و راکت هسته‌ای در اختیارشان قرار دهد، نپذیرفتند. در نشستی به تاریخ نوامبر ۱۹۵۸، مائو خبردار شد که شوروی قصد دارد کنترل کلاهک‌هایی که به چین می‌فرستد را نگه دارد. با عدم پشتیبانی عملی شوروی از چین طی درگیری‌ها با تایوان و هند در ‎۱۹۵۸–۵۹، تنش‌ها به اوج رسید. در آخر خروشچف حاضر نشد کلاهک‌ها را در اختیار چین قرار دهد و چینی‌ها با خشم وعده دادند که با ساخت زرادخانه خودشان، به «وابستگی برده‌وار» به شوروی پایان دهند. در ۱۶ ژوئیه ۱۹۶۰، شوروی همه متخصصان خود را از چین فراخواند. جدایی چین و شوروی پایانی بر جنگ سردِ دوقطبی و نیز آغازی بر رقابت آن دو برای رهبری جهان کمونیستی و جهان سوم بود.
علی‌رغم این‌ها، بلوک شرق از اواسط دهه ۱۹۵۰ تا اوایل دهه ۶۰ تحولاتی به خود دید که حداقل در ابتدا نویدبخش می‌نمود. شوروی در ۱۹۵۷ اولین ماهواره فضایی جهان را با نام اسپوتنیک-۱ به فضا فرستاد. نیز خروشچف در ۱۹۵۴ طرحی به نام «زمین‌های باکره» برای افزایش تولیدات کشاورزی شوروی به اجرا گذاشت و مائو در چین از طرح یک گام بزرگ به جلو، طرحی برای بهبود کشاورزی کشور، رونمایی کرد. تا ۱۹۶۱ کمونیست‌ها به ۹۰ مایلی ساحل ایالات متحده رسیده بودند؛ انقلابی کوبایی فیدل کاسترو که رژیم باتیستا را سرنگون کرده بود، در این سال خودش را سوسیالیست و کشورش را متحد شوروی اعلام کرد. اما روی هم رفته این تغییرات نتایج مطلوب را نداشتند. طرح زمین‌های باکره به دلیل آماده‌سازی و مدیریت ضعیف شکست خورد. از نتایج یک گام بزرگ به جلو قحطی وسیع و مرگ ۱۵ تا ۳۰ میلیون نفر و تضعیف قدرت مائو بود. نیز روابط شوروی و کوبا منجر به بحران موشکی کوبا شد، تا مرحله‌ای که جنگ جهانی سوم بین واشینگتن و مسکو محتمل به نظر می‌رسید. نهایتاً خروشچف و شوروی کوتاه آمدند و هر چند خطر جنگ رفع شد، اما تحقیر بزرگی برای آنان به حساب می‌آمد.
تحقیر جهانی شوروی در اثر بحران موشکی کوبا در کنار مسائل دیگر باعث شد اعضای ارشد حزب کمونیست کودتایی علیه خروشچف برنامه‌ریزی و او را در اکتبر ۱۹۶۴ برکنار کنند. یک تیم سه‌نفره و سپس لئونید برژنف به تنهایی جایگزین خروشچف شدند. آنان وظیفه داشتند آنچه اشتباهات خروشچف به حساب می‌آمد را برطرف کنند و تا پایان دهه از نظر افکار عمومی جهان موفق شده بودند. آنان در ۱۹۶۵ اصلاحات اقتصادی انجام دادند که تا اندازه‌ای موفق بود. نیز انتقادات از استالین را متوقف کردند زیرا آن را باعث تضعیف رژیم می‌دانستند. کنترل دولت بر جامعه افزایش پیدا کرد و شوروی در ۱۹۶۸ برای سرکوب «بهار پراگ» به چکسلواکی حمله کرد. رهبری جدید همچنین توان نظامی کشور را نیز شدیداً افزایش داد. روابط بلوک شرق و غرب در نیمه اول دهه ۱۹۷۰ بهبود پیدا کرد اما با انتخاب‌شدن جیمی کارتر که حقوق بشر موضوع اصلی کمپین انتخاباتی‌اش بود به ریاست‌جمهوری آمریکا، میزان تنش مجدداً به حالت قبلی خود بازگشت.

### تحولات آسیا و دیگر مناطق جهان
یک گام بزرگ به جلو و پیامدهای آن قدرت مائو زدونگ را تضعیف کرده بود اما او همزمان با ظهور رهبری جدید در شوروی طی اقداماتی قدرت مطلقه خود را از نو تحکیم کرد. در چنین شرایطی بود که انقلاب فرهنگی بزرگ پرولتاریا را در سال ۱۹۶۶ آغاز کرد که تا ۱۹۶۹، یا به تعبیر دیگری تا ۱۹۷۶ (سال مرگ مائو) ادامه داشت. انقلاب فرهنگی نتایج مثبتی نداشت و در اوج آن حتی گوش‌دادن به موسیقی غربی نیز جرم تلقی می‌شد. رهبران چینی بعد از مائو انقلاب فرهنگی را یک اشتباه بزرگ به حساب می‌آوردند. مطابق محاسبه مقامات چین، ۳۵ هزار نفر در دوره نام‌برده‌شده کشته شدند، هر چند منابع غربی تعداد آن‌ها را میلیون‌ها نفر می‌دانند. مائو در ۱۹۷۶ درگذشت. مانند دیگر کشورهای کمونیست، چین هم روند مشخصی برای انتخاب رهبر جدید نداشت. بخت‌های اصلی هوآ گوئوفنگ (که مائو قبل از مرگش او را پیشنهاد داده بود) و دنگ شیائوپینگ (از جمله قربانیان انقلاب فرهنگی) بودند. تا ۱۹۷۸ شیائوپینگ قدرت خود را تحکیم کرده بود. او انقلابی اقتصادی در چین آغاز و اقتصاد آن کشور را به یک اقتصاد کاپیتالیستی تبدیل کرد. دنگ شیائوپینگ معمار رشد اقتصادی چین در دهه‌های بعد به حساب می‌آید.
ویتنام که در دهه ۱۹۴۰ کمونیستی شده بود، در ۱۹۵۴ به دو کشور شمالی (کمونیست) و جنوبی (جمهوری طرفدار غرب، به خصوص آمریکا) تقسیم شد. روابط پرتنش این دو کشور نهایتاً در دهه ۱۹۶۰ به یک جنگ منجر شد که از جمله نتایج آن بازشدن پای آمریکا به جنگ بود. آمریکایی‌ها در این جنگ ویتنام شمالی را دست‌کم گرفتند اما دیری نپایید که کمونیست‌های ویتنامی نشان دادند دشمنان سرسختی هستند. تا ۱۹۷۳، آمریکا و ویتنام جنوبی شکست را پذیرفتند و دو سال بعد تمام ویتنام تحت حاکمیت کمونیست‌ها بود. همزمان با این جنگ، کامبوج و لائوس، همسایگان ویتنام، نیز کمونیستی شدند. در کامبوجِ عهد خمرهای سرخ، به رهبری پل پوت، بین سال‌های ۱۹۷۶ تا ۱۹۷۹ نزدیک به ۲ میلیون نفر از شهروندان کشور جان خود را از دست دادند که حدود یک چهارم جمعیت کامبوج در آن زمان بود. کشتار مخالفان و قحطی حاصل از برنامه‌ای مشابه یک گام بزرگ به جلو مائو دلایل اصلی این تلفات بودند. در آن دوران، حتی مصرف الکل و رابطه جنسی بین دو فرد ازدواج‌نکرده مجازات مرگ داشت. نهایتاً ویتنام در ۱۹۷۸ به کامبوج حمله و رژیم خمرهای سرخ را با حکومتی کمونیستی میانه‌رو جایگزین کرد.در دهه ۱۹۶۰ و ۱۹۷۰ کمونیسم علاوه بر شرق آسیا، در آفریقا و خاورمیانه نیز پیش می‌تاخت. کنگو (۱۹۶۸)، یمن جنوبی (۱۹۶۹)، بنین (۱۹۷۲)، اتیوپی (۱۹۷۴)، آنگولا و موزامبیک (۱۹۷۵) همگی کمونیستی شده بودند.

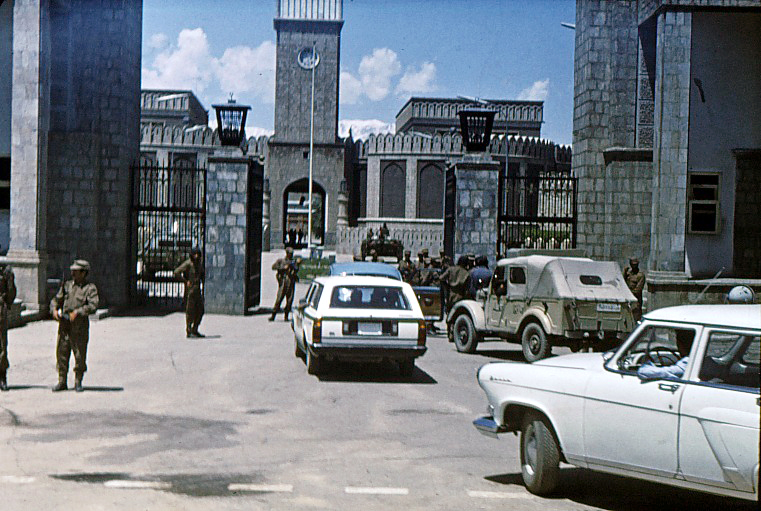
کابل، یک روز بعد از انقلاب ثور

در آوریل ۱۹۷۸ (اردیبهشت ۱۳۵۷) کمونیست‌ها به رهبری نورمحمد تره‌کی در افغانستان به قدرت رسیدند. او در سپتامبر ۱۹۷۹ (شهریور ۱۳۵۸) توسط حفیظ‌الله امین برکنار شد. اینان کمونیست‌های رادیکال بودند اما با ناکارآمدی حکومتشان به سرعت نامحبوب شدند. نتیجتاً، شوروی تصمیم گرفت با حمله نظامی آن‌ها را با یک دولت میانه‌رو به رهبری ببرک کارمل جایگزین کند. تحولات افغانستان به خودی خود تا آن اندازه سرنوشت‌ساز نمی‌شد، اگر اتفاقات کشور همسایه به گونه‌ای متفاوت پیش می‌رفت. در فوریه ۱۹۷۹ (بهمن ۱۳۵۷)، مسلمین رادیکال به رهبری روح‌الله خمینی پادشاهی ایران را سرنگون و یک حکومت اسلامی برپا کرده بودند. شوروی حالا می‌توانست با یک تیر دو نشان بزند: به کشورهای اسلامی نشان دهد که کمونیسم و اسلام توانایی هم‌زیستی دارند و نیز با روابط حسنه با کشورهای غرب‌ستیز خاورمیانه، دسترسی بهتری به نفت منطقه داشته باشد.
اما محاسبات آن‌ها اشتباه از آب درآمد. با آغاز دهه ۱۹۸۰، نسل جدیدی از سیاستمداران کمونیسم‌ستیز غربی (به خصوص تاچر و ریگان) قدرت را در دست گرفته بود و آنان این مرتبه قصد عقب‌کشیدن نداشتند. نهایتاً حمله به افغانستان کاسه صبرشان را لبریز کرد؛ با مقاومت محلی و حمایت غرب از آنان، این جنگ ۹ سال طول کشید و در سقوط شوروی اثرگذار بود.

### همبستگی لهستان، گورباچف و سقوط کمونیسم
ظهور همبستگی، یک سندیکای غیردولتی در لهستان، احتمالاً مهم‌ترین اتفاق مرتبط با کمونیسم در آغاز دهه ۱۹۸۰ بود. لهستان تا بدان روز بیشترین دردسر را برای حکومت کمونیست‌ها ایجاد کرده بود اما ظهور همبستگی در ‎۱۹۸۰–۱ نوع جدیدی از چالش به‌شمار می‌رفت. این اتحادیه که در سپتامبر ۱۹۸۱ بیشتر از ده میلیون عضو − بیش از اعضای حزب حاکم − جذب کرده بود، تا قبل از اعلام حکومت نظامی در دسامبر ۱۹۸۱، از سوی دولت به رسمیت شناخته می‌شد. در آوریل ۱۹۸۰، حکومت کمونیستی لهستان اعلام کرد که قصد دارد یارانه غذا را حذف کند. تا آغاز ژوئیه، یارانه برخی اقلام حذف شده بود و متعاقباً فروشگاه‌های محل کار قیمت گوشت را ۴۰ تا ۶۰٪ افزایش دادند. کارگران لهستانی، برخلاف دفعات قبل، تصمیم گرفتند به جای اعتصاب، نماینده‌ای انتخاب کنند تا با کارفرمایان برای افزایش حقوق مذاکره کند. برخلاف انتظار، دولت از این تصمیم حمایت کرد. دیری نپایید که مشخص شد مقامات با هدف ایجاد تفرقه بین کارگران اجازه انجام مذاکرات را صادر کرده‌اند، زیرا صنایع کوچک نمی‌توانستند به اندازه صنایع بزرگ حقوق کارگران خود را افزایش دهند. بعد از آشکار شدن این سیاست، کارگران لهستانی شروع به اعتصاب کردند. در میانه‌های اوت، کارگران کشتی‌سازی لنین در شهر گدانسک، با اخراج یکی از رهبرانشان، دست به اعتصاب زدند. طی تنها چند روز، اعتصاب به شهرهای اطراف نیز کشیده شد. آنان کمیته درون‌کارخانه‌ای اعتصاب (همبستگی آینده) را تشکیل دادند و اعلامیه‌ای شامل ۲۵ درخواست صادر کردند. حزب کمونیست این درخواست‌ها را رد کرد. با این اتفاق، اعتصاب‌ها به سراسر لهستان کشیده شد. رهبر لهستان ادوارد گیئرک، نخست‌وزیر را اخراج کرد و کمیته را به رسمیت شناخت. در عین حال، تعدادی از رهبران کارگری را بازداشت کرد که تنها بر آتش اعتصابات افزود. چون بیم آن می‌رفت که نیروهای نظامی حاضر به سرکوب کارگران نشوند، دولت تصمیم به مذاکره با رهبران اعتصاب‌کنندگان که معروف‌ترینشان لخ والسا بود، گرفت. نتیجه مذاکرات توافق گدانسک و استعفای گیئرک بود. مقرر شد استانیسلاو کانیا جانشین او شود اما معترضان که این را عملی نمایشی می‌دانستند، در عوضِ پایان دادن به اعتصابات، در سپتامبر در یک گردهمایی همبستگی را تأسیس کردند. دولت تلاش کرد آن را سرکوب کند اما سندیکا اعلام اعتصاب سراسری کرد. وویچخ یاروزلسکی، رهبر جدید، ملاقات‌هایی با والسا داشت اما نتیجه‌ای حاصل نشد و تنها معترضان را جسورتر کرد. بالاخره در دسامبر ۱۹۸۱ در لهستان حکومت نظامی اعلام شد اما ممنوعیت همبستگی تا اکتبر ۱۹۸۲ طول کشید. بعد از این ممنوعیت سرانجام تا ژوئیه ۱۹۸۳ حکومت نظامی به پایان رسید.

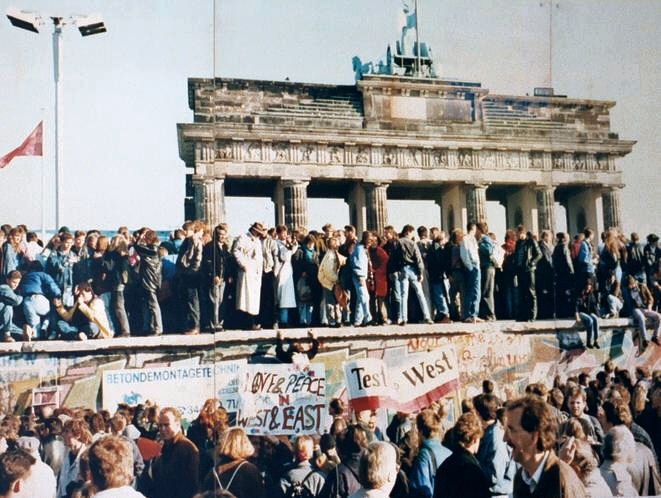
سقوط دیوار برلین در نوامبر ۱۹۸۹

در طول جنگ سرد، آلمان غربی و آلمان شرقی تفاوت‌های عمده‌ای با یکدیگر داشتند؛ آلمان شرقی حکومت متمرکز، سلسله‌مراتبی با اقتصادی دولتی و زمین‌های کشاورزی تعاونی بود و آلمان غربی دولتی فدرال با نهادهای اداری خودگردان، اقتصادی تقریباً مبتنی بر مالکیت خصوصی. تا سال ۱۹۵۰، اقتصاد آلمان شرقی از همتای غربی عقب افتاده بود که برنامه‌ریزی دستوری اقتصاد توسط دولت آلمان شرقی در این زمینه تأثیر عمده گذاشت. حزب کمونیست آلمان شرقی در سال ۱۹۵۸ پیش‌بینی کرد که شرق تا سال ۱۹۶۱ از غرب پیش خواهد افتاد اما عدم تحقق این مسئله، منجر به افزایش نارضایتی‌ها و مهاجرت گسترده به آلمان غربی شد. در دهه ۱۹۶۰، آلمان شرقی اصلاحاتی اقتصادی اعمال و والتر اولبریخت، دبیرکل حزب، در سال ۱۹۷۰ پیش‌بینی پیش‌افتادن شرق را تکرار کرد؛ هر چند محقق نشد اما به هر روی اقتصاد آلمان شرقی در بسیاری از زمینه‌ها قدرتمندترین اقتصاد بلوک شرق بود و در میان ۲۰ اقتصاد برتر جهان جای می‌گرفت. دو دهه پایانی موجودیت این دولت، اغلب دوره رکود و زوال آن محسوب می‌شود که تلاشی جدی برای اصلاح مشکلات ساختاری کشور انجام نشد. وام‌های آلمان غربی به آلمان شرقی در این دوره در به تأخیر انداختن سقوط اقتصادی آن اثرگذار بود. مجموع این مسائل، منجر به مهاجرت گسترده پناهجویان آلمان شرقی به آلمان غربی می‌شد، به گونه‌ای که میان سال‌های ۱۹۴۹ و ۱۹۶۱، سالانه بین ۲۰۰ تا ۳۰۰ هزار نفر به صورت غیرقانونی آلمان شرقی را ترک می‌کردند.
همزمان با تحولات لهستان، شوروی نیز تغییرات مهمی را تجربه می‌کرد. آندروپوف و چرنینکو به ترتیب بعد از ۱۵ و ۱۳ ماه رهبری درگذشتند و در مارس ۱۹۸۵، میخائیل گورباچف جانشین آنان شد. گورباچف برای مدت‌ها از انجام اصلاحات حمایت می‌کرد و با در دست گرفتن زمام امور، تلاش کرد مشکلات موجود را حل کند. مهم‌ترین مشکل، کاهش رشد اقتصادی بود. شوروی تا دهه ۱۹۷۰ رشد اقتصادی سریعی را تجربه می‌کرد اما در دهه ۱۹۸۰ از آن کاسته شد و عملاً در حال عقب افتاده از غرب بود. گورباچف برای حل این مشکل سیاست پرسترویکا (بازسازی) را در پیش گرفت. نیز دو سیاست گلاسنوست (شفافیت) و دموکراتیزاسیون را آغاز کرد زیرا معتقد بود موانع سیاسی مانع رشد اقتصادی کشور است. او امید داشت با بازشدن فضای کشور، مردم از دیوانسالاری شوروی انتقاد کنند اما انتقادات به سرعت از کنترل خارج شد و تقریباً همه قسمت‌های اتحاد شوروی هدف نقد قرار گرفتند. گورباچف تلاش نکرد شرایط را به حالت قبل بازگرداند زیرا امیدوار بود بهبود وضعیت اقتصادی از آتش انتقادات خواهد کاست. نیز حضور در کشورهای خارجی را کاهش داد و نیروهای شوروی در افغانستان را از آن کشور خارج کرد. خروج از افغانستان باعث محبوبیت او در درون و بیرون از کشور شد؛ به خصوص در میان دیگر کمونیست‌ها زیرا آنان امیدوار شدند شوروی به آن‌ها اجازه خواهد داد «راه خودشان را بروند.» زمانی که مجارستان و لهستان برنامه‌های خودشان برای افزایش تکثرگرایی سیاسی در کشورشان را اعلام کردند و گورباچف اعتراضی نکرد، نظام‌های کمونیستی شرق اروپا − اول از همه مجارستان و لهستان − در ۱۹۸۹ یکی پس از دیگری فرو پاشیدند. سرانجام نوبت به اتحاد شوروی رسید و آن دولت رسماً در دسامبر ۱۹۹۱ منحل اعلام شد. کمونیست‌ها در افغانستان، کامبوج، مغولستان و دیگر کشورها نیز قدرت را از دست دادند؛ غیر از دولت‌های کمونیستی شرق آسیا و کارائیب. حتی نظام‌های کمونیستی که در قدرت باقی ماندند نیز به طرق مختلف دچار بحران شدند، از جمله چین که با اعتراضات میدان تیان‌آن‌من روبرو شد که طی آن حدود ۲ تا ۳ هزار نفر کشته شدند.

### در جهان امروز
احزاب کمونیست در روسیه و جمهوری‌های سابق شوروی وجود دارند اما بعید به نظر می‌رسد که حکومت کمونیستی دوباره در این کشورها برقرار شود. حزب کمونیست فدراسیون روسیه که خلف حزب کمونیست اتحاد شوروی محسوب می‌شود، طرفدارانی دارد اما ایدئولوژی این حزب نه انقلابی، بلکه اصلاح‌گرایانه است.
در چین مائوئیسم تنها روی کاغذ وجود دارد و در عمل اجرا نمی‌شود. هر چند هنوز برخی از صنایع بزرگ در مالکیت دولت هستند اما آن کشور وضوحاً به سمت اقتصادی غیرمتمرکز بر پایه مالکیت خصوصی متمایل است. چین امروز تفاوت زیادی با یک کشور تمام کاپیتالیستی ندارد. علی‌رغم این، حزب کمونیست چین هیچ‌گونه مخالفتی را برنمی‌تابد و سرکوب اعتراضات دانشجویی میدان تیان‌آن‌من در سال ۱۹۸۹ نیز این را نشان داد. خوانش مائوئیستی از مارکسیسم-لنینیسم در دیگر قسمت‌های آسیا مانند نپال وجود دارد، اما به صورتی مبهم و دو پهلو. شورشیان مائوئیستی در نپال بعد از دو دهه مبارزه مسلحانه در ۲۰۰۶ پذیرفتند تفنگ خود را زمین بگذارند و در انتخابات ملی با هدف تشکیل مجلسی جهت بازنویسی قانون اساسی شرکت کنند. آنان که مدعی هستند به دموکراسی چندحزبی و اقتصاد مختلط متعهدند، در انتخابات ۲۰۰۸ مجلس بیشترین کرسی‌ها را به دست آوردند. مائوئیست‌های نپالی بیش از اینکه به همتایان انقلابی قرن بیستمی خود شبیه باشند، به حزب کمونیست چینِ این روزها شباهت دارند.
جمهوری دموکراتیک خلق کره (کره شمالی) آخرین دولتی است که هنوز به سبک شوروی اداره می‌شود. این کشور مطرود جامعه جهانی است و مخالفان خود را به سختی سرکوب می‌کند. کوبا و ویتنام دهه‌هاست از حمایت شوروی محروم شده‌اند، لذا بیشتر و بیشتر به اقتصاد بازار تمایل نشان می‌دهند و درهای کشورشان را بر روی سرمایه‌گذاران خارجی گشوده‌اند؛ با این وجود، هر دو کشور تک‌حزبی هستند.

## کشورهای کمونیستی

### ساختار سیاسی

#### حزب کمونیست
علی‌رغم اینکه کشورهای کمونیستی معمولاً نظام‌های تک‌حزبی نامیده می‌شوند و در عمل نیز چنین بود، چند کشور کمونیستی به صورت رسمی چندحزبی بودند. چند حزب سیاسی در بلغارستان، چکسلواکی، آلمان شرقی و لهستان وجود داشت و امروزه نیز احزاب کوچک توسط دولت‌های چین، کره شمالی و ویتنام برتابیده می‌شوند. اما هیچ‌کدام از این احزاب کوچک نمی‌توانند «اپوزیسیون» خوانده شوند زیرا هرگز اجازه نداشتند حزب کمونیست را به چالش بطلبند. احزاب کمونیست حاکم در کشورهای مختلف نام‌های مختلفی داشتند، اما همگی به شیوه سانترالیسمِ دمکراتیک اداره می‌شدند — بدان معنا که دربارهٔ تصمیم‌گیری‌ها بحث می‌شد اما بعد از اتخاذ تصمیم نهایی، باید به صورت کامل در جامعه و حزب اجرا می‌شد. عملکرد این احزاب کشور به کشور با توجه به فاکتورهایی چون اندازه جمعیت متغیر بود؛ اما در نکات کلی شبیه به یکدیگر و هرم‌وار بودند. این هرم در پایین‌ترین سطح از یک شخص آغاز می‌شد و در بالاترین سطح به چهار بخش کنگره حزب، کمیته مرکزی، دبیرخانه و پولیتبورو می‌رسید. روی کاغذ، بین دولت و حزب تفاوت وجود داشت. حزب باید اهداف‌بلند مدت را تعیین و بر عملکرد دولت نظارت می‌کرد، اما در عمل بین حزب و نهادهای دولتی همپوشانی وجود می‌داشت. حزب همچنین از طریق نظام نومن‌کلاتورا (فهرست اسامی) افرادی که به مقام‌های مهم منصوب می‌شدند را کنترل می‌کرد.
| رتبه | کشور       | درصد از جمعیت | چند حزبی؟ | رتبه | کشور      | درصد از جمعیت | چند حزبی؟ |
| ---- | ---------- | ------------- | --------- | ---- | --------- | ------------- | --------- |
| ۱    | کره شمالی  | ۱۶٫۰٪         | بله       | ۱۰   | آلبانی    | ۴٫۴٪          | خیر       |
| ۲    | رومانی     | ۱۴٫۶٪         | خیر       | ۱۱   | کوبا      | ۴٫۴٪          | خیر       |
| ۳    | آلمان شرقی | ۱۳٫۱٪         | بله       | ۱۲   | مغولستان  | ۴٫۲٪          | خیر       |
| ۴    | چکسلواکی   | ۱۰٫۴٪         | بله       | ۱۳   | چین       | ۴٫۰٪          | بله       |
| ۵    | بلغارستان  | ۹٫۷٪          | بله       | ۱۴   | ویتنام    | ۳٫۰٪          | بله       |
| ۶    | یوگسلاوی   | ۹٫۶٪          | خیر       | ۱۵   | لائوس     | ۱٫۰٪          | خیر       |
| ۷    | مجارستان   | ۸٫۰٪          | خیر       | ۱۶   | افغانستان | ۰٫۶٪          | خیر       |
| ۸    | شوروی      | ۶٫۷٪          | خیر       | ۱۷   | کامبوج    | ۰٫۰۱٪         | خیر       |
| ۹    | لهستان     | ۶٫۳٪          | بله       | ۱۸   | اتیوپی    | ۰٫۰۰۶٪        | خیر       |

#### دولت
در کنار حزب کمونیست که وظیفه داشت جامعه را هدایت کند، وظیفه تصویب، تفسیر و اجرای قانون و دفاع از کشور به دولت سپرده شده بود. در نتیجه شامل مجلس، وزارتخانه‌ها، شوراهای محلی، دادگاه‌ها، پلیس (و پلیس مخفی) و نیروهای نظامی می‌شد. تقریباً همه کشورهای کمونیستی (غیر از سه کشور فدرال شوروی، یوگسلاوی و چکسلواکی) تک‌مجلسی بودند. نام رایج برای مجلس در این کشورها مجمع ملی یا مجمع خلق بود، هر چند گاه شورای عالی (شوروی) و کنگره ملی خلق (چین) نیز نامیده می‌شد. وزارت‌خانه‌ها در کشورهای کمونیستی بی‌شباهت به وزارت‌خانه‌ها در سیستم‌های غربی نبودند اما به دلیل سلطه دولت بر اقتصاد، تعداد زیادی وزارت‌خانه وجود داشت که هر کدام مسئول بخشی از اقتصاد بودند. این کشورها نهادهای محلی نیز داشتند تا در اداره کشور یاری کنند اما قدرت این نهادها بسته به زمان و مکان متفاوت بود. یوگسلاوی کشوری بود که بیشترین قدرت را به نهادهای محلی داده بود. در کشورهای کمونیستی قوه قضائیه مستقل نیز وجود نداشت و قاضی‌ها به رژیم وفاداری بیشتری داشتند، تا برقراری قانون. شکایت از رژیم حاکم به یک دادگاه تقریباً امری ناشناخته برای شهروندان این نظام‌ها بود. پلیس به دو بخش تقسیم می‌شد: پلیس عادی و پلیس امنیتی یا مخفی. وظیفه اولی برخورد با مجرمان غیرسیاسی بود و دومی حفظ امنیت کشور؛ نتیجتاً وظیفه پلیس‌های مخفی مانند کاگ‌ب برخورد با مخالفان سیاسی بود. نیروهای نظامی علاوه بر دفاع از کشور، در سیاست نیز اثرگذار بودند. آن‌ها گهگاه در امر اداره کشور و مسائلی چون برداشت محصول نیز یاری می‌رساندند. سلسله‌مراتب نظامی کشورهای کمونیستی با همتایان غربی تقریباً یکسان بود. رهبران نیروهای نظامی و پلیس مخفی معمولاً افراد مهم و صاحب کرسی در پولیتبورو می‌بودند و مانند رهبر کاگ‌ب یوری آندروپوف ممکن بود به رهبری کشور نیز برسند.

#### انتخابات
علی‌رغم ماهیت تک‌حزبی و متمرکز نظام‌های کمونیستی، انتخابات نیز به نوعی در آن کشورها برگزار می‌شد، هر چند با نمونه غربی متفاوت بود. انتخابات در این رژیم‌ها تحت کنترل کامل حزب بود و حتی نامزدهایی که شخصاً کمونیست نبودند، با دقت دست‌چین می‌شدند. همچنین نمایندگان برخی گروه‌ها (مانند تعداد زنان حاضر در مجلس) نباید از تعداد مشخصی کم‌تر می‌شد که محدودیت ساختاری بر انتخابات اعمال می‌کرد. به هر روی انتخابات به دلایلی در کشورهای کمونیستی وجود داشت: اولین دلیل آن بود که رژیم‌های کمونیستی از دادن حق انتخاب محدود به مردم احساس خطر نمی‌کردند، هر چند این بیشتر به انتخابات در سطح محلی مربوط می‌شد، تا انتخابات ملی. نیز در برخی ملل کمونیستی، باید تعداد مشخصی نماینده جدید به صورت منظم وارد مجلس یا شورا می‌شدند. فاکتور دوم، آن بود که دولت از انتخابات برای راهی جهت ارتباط با ملت استفاده می‌کرد تا سیاست‌های جدید را به آن‌ها توضیح دهد و مشکلاتشان را بشنود (باز هم بیشتر در سطح محلی، تا ملی). سوم، بیشتر کشورهای کمونیستی تجربه دموکراسی نداشتند و برخی مقامات واقعاً باور داشتند انتخابات راهی برای آشنا کردن توده با مشارکت سیاسی است؛ و به عنوان دلیل آخر، انتخابات راهی برای مشروعیت دادن به نظام بود. شرکت در انتخابات اجباری نبود اما مردم باور داشتند عدم شرکت در انتخابات بر آینده شغلی خود یا فرزندانشان تأثیر منفی خواهد گذاشت. صرف نظر از درستی این عقیده، به همین دلیل بود که میزان مشارکت در بیشتر کشورها همیشه حدود ۹۸٪ می‌بود.

### ساختار اقتصادی
| کشور       | ۵۱–۵۵ | ۵۶–۶۰ | ۶۱–۶۵ | ۶۶–۷۰ | ۷۱–۷۵ | ۷۶–۸۰ | ۸۱–۸۵ | ۸۶–۸۹ | ۸۶–۹۰ (برنامه‌ریزی قبلی) |
| ---------- | ----- | ----- | ----- | ----- | ----- | ----- | ----- | ----- | ----------------------- |
| آلبانی     |       |       | ۵٫۷٪  | ۸٫۸٪  |       |       | ۲٫۰٪  | ۳٫۳٪  | ۶٫۰٪                    |
| بلغارستان  | ۱۲٫۲٪ | ۹٫۷٪  | ۶٫۷٪  | ۸٫۶٪  | ۷٫۹٪  | ۶٫۱٪  | ۳٫۷٪  | ۳٫۱٪  | ۵٫۴٪                    |
| چین        | ۱۰٫۹٪ | ۵٫۱٪  | ۵٫۲٪  | ۸٫۰٪  | ۵٫۳٪  | ۵٫۹٪  | ۹٫۳٪  | ۸٫۹٪  | ۷٫۵٪                    |
| کوبا       |       |       | ۳٫۸٪  | ۰٫۴٪  | ۱۴٫۷٪ | ۳٫۸٪  | ۷٫۳٪  | ۰٫۰٪  | ۵٫۰٪                    |
| چکسلواکی   | ۸٫۲٪  | ۷٫۰٪  | ۱٫۹٪  | ۶٫۸٪  | ۵٫۷٪  | ۳٫۷٪  | ۱٫۸٪  | ۲٫۱٪  | ۳٫۴٪                    |
| آلمان شرقی | ۱۳٫۱٪ | ۷٫۱٪  | ۳٫۵٪  | ۵٫۲٪  | ۵٫۴٪  | ۴٫۱٪  | ۴٫۵٪  | ۳٫۱٪  | ۴٫۶٪                    |
| مجارستان   | ۵٫۷٪  | ۵٫۹٪  | ۴٫۷٪  | ۶٫۸٪  | ۶٫۲٪  | ۲٫۸٪  | ۱٫۴٪  | ۰٫۸٪  | ۳٫۰٪                    |
| لهستان     | ۸٫۶٪  | ۶٫۶٪  | ۶٫۲٪  | ۶٫۰٪  | ۹٫۷٪  | ۱٫۲٪  | -۰٫۸٪ | ۲٫۹٪  | ۳٫۳٪                    |
| رومانی     | ۱۴٫۱٪ | ۶٫۶٪  | ۹٫۱٪  | ۷٫۷٪  | ۱۱٫۲٪ | ۷٫۲٪  | ۴٫۴٪  | ۱٫۶٪  | ۱۰٫۳٪                   |
| شوروی      | ۱۱٫۴٪ | ۹٫۲٪  | ۶٫۵٪  | ۷٫۶٪  | ۵٫۷٪  | ۴٫۳٪  | ۳٫۲٪  | ۲٫۷٪  | ۴٫۲٪                    |
| یوگسلاوی   | ۷٫۵٪  | ۱۱٫۸٪ | ۶٫۵٪  | ۴٫۷٪  | ۵٫۹٪  | ۵٫۶٪  | ۰٫۷٪  | ۰٫۴٪  | ۴٫۰٪                    |

#### مالکیت
در کشورهای کمونیستی بیشتر کارخانه‌ها، بانک‌ها و دیگر صنایع در مالکیت دولت بودند و و بخش‌های مختلف دولت می‌توانستند صنایع خودشان را داشته باشند. به این شیوه، مالکیت اجتماعی گفته می‌شد. البته استثناهایی نیز ممکن بود وجود داشته باشد. مالکیت در مناطق روستایی متفاوت بود. برخی مزارع در مالکیت دولت بودند و کسانی که روی آن‌ها کار می‌کردند، شرایط مشابهی با کارکنان کارخانه‌ها داشتند و حقوق مشخصی دریافت می‌کردند. مزارع دیگر، در مالکیت جمعی گروهی از کشاورزان بودند؛ گاه ممکن بود زمین در مالکیت دولت باشد اما آلات کشاورزی، ساختمان‌ها، حیوانات و غیره متعلق به کشاورزان مالک باشد. در لهستان و یوگسلاوی بیشتر مزارع در مالکیت خصوصی بودند. تا دهه ۱۹۷۰ مالکیت خصوصی تشکیلات اقتصادی کوچک مانند رستوران و تاکسی در مناطق شهری بیشتر کشورهای کمونیستی آزاد شده بود. استدلال پشت این آزادسازی محدود بودن تعداد کارکنانشان بود، زیرا در چنین مواردی استثمار پرولتاریا در مقیاس بزرگ انجام نمی‌شد و این با مارکسیسم در تضاد نبود. در تعدادی از کشورهای کمونیستی مالکیت تعاونی خانه نیز وجود داشت. گروهی از شهروندان با همکاری هم آپارتمانی می‌ساختند و در آن ساکن می‌شدند. موارد ذکرشده شیوه‌های مالکیت قانونی و رسمی بود. مالکیت خصوصی به شیوه غیرقانونی و غیررسمی نیز همیشه وجود داشت که البته در آمارهای رسمی لحاظ نمی‌شد.

#### اقتصاد دستوری
ولادیمیر لنین اعتقاد داشت بازار مستعد هرج و مرج است و نظام‌های سوسیالیستی باید اقتصادی دستوری داشته باشند. به بیان ساده‌تر، مرکز تصمیم بگیرد و صنایع و دیگر واحدهای اقتصادی آن را اجرا کنند. اما به دلیل جنگ جهانی و جنگ داخلی، ایجاد یک اقتصاد دستوری در شوروی تا اواخر دهه ۱۹۲۰ و تحکیم قدرت استالین طول کشید. او در ۱۹۲۸ از یک برنامه اقتصادی پنج ساله رونمایی کرد و زان پس اقتصاد شوروی مطابق چنین برنامه‌هایی پیش می‌رفت؛ با گسترش کمونیسم بعد از جنگ جهانی دوم، این شیوه در کشورهای بیشتری در شرق اروپا و آسیا، به استثنای یوگسلاوی، پیاده شد. دولت‌های کمونیستی اعتقاد داشتند این شیوه چند مزیت دارد؛ می‌توان آن را به هر سمتی که سودمندتر به حساب می‌آید هدایت کرد، کنترل بهتری بر قیمت‌ها داشت (مارکس از شیوه قیمت‌گذاری کاپیتالیستی مطابق عرضه و تقاضا انتقاد کرده بود و معتقد بود قیمت را باید میزان کار تعیین کند)، در برابر فشار خارجی مقاوم‌تر است و می‌تواند بیکاری را به صفر برساند.
اما در عمل فقط بخشی از این موارد به دست آمد. قیمت‌ها معمولاً برای مدت‌های طولانی پایین و با ثبات بود و نیز میزان بیکاری (مطابق مفهوم غربی آن) امر رایجی نبود. این شیوه مشکلاتی نیز داشت. در بیشتر کشورهای کمونیستی گروه‌های قدرتمندتر (نیروهای نظامی و صنایع سنگین) بر گروه‌های ضعیف‌تر (صنایع سبک) غالب بودند؛ نتیجتاً تانک به اندازه کافی وجود داشت اما گاه کالای مصرفی روزانه با کمبود مواجه می‌شد. نیز با پیچیده‌تر شدن اقتصاد در طول زمان حفظ کارایی این شیوه سخت‌تر می‌شد. همچنین به دلیل غیرواقعی بودن قیمت‌ها، قیمت‌ها پیام مناسبی دربارهٔ بازار، مثلاً اینکه چه چیزی واقعاً مورد نیاز است، ارسال نمی‌کردند. همین فاکتور کیفیت اجناس را نیز تحت تأثیر قرار می‌داد. عدم وجود نیروهای حاضر در بازار بر رقابت میان صنایع تأثیر منفی می‌گذاشت.

#### اقتصادهای پساکمونیستی
طی زمان با به کار بستن برخی عناصر اقتصاد بازار، اصلاحاتی در برخی کشورهای کمونیستی، مخصوصاً چین، اعمال شد که به نوعی اقتصاد آنان را «پساکمونیستی» کرد. در چین، دولت مالکیت صنایع بزرگ را برای خود حفظ کرد اما آن‌ها را به صنعت‌گران اجاره می‌داد تا بدین شیوه رقابت اقتصادی ایجاد شود. سرانجام بعد از گذشت مدتی، در اواخر دهه ۱۹۹۰، مالکیت خصوصی صنایع بزرگ نیز آزاد اعلام شد. این تغییرات سؤالاتی ایجاد کرد، از جمله پرسشی مبنی بر اینکه آیا چین مارکسیسم را کنار گذاشته یا خیر. جواب صریحی وجود ندارد. از یک موضع، چینی‌ها می‌توانستند استدلال کنند که مارکس گذر از چند مرحله توسعه اقتصادی قبل از برپایی کمونیسم را ضروری می‌یافت. رشد اقتصادی چین از ۱۹۸۷ تا ۲۰۰۷ بین ۱۰٪ بوده است. اما مارکس وجود یک دموکراسی بورژواها را نیز از نظر تاریخی لازم می‌دانست. چینی‌ها سعی کردند با دعوت‌کردن صنعت‌گران ثروتمند به عضویت در حزب کمونیست این «نیاز تاریخی» را رفع کنند.

### ساختار و سیاست‌های اجتماعی

#### سیاست‌های رفاهی
سیاست‌های رفاهی در کشورهای کمونیستی – مانند تحصیل و مراقبت‌های پزشکی رایگان، یارانه زیاد خانه (مردم شوروی ۳ تا ۵٪ درآمدشان را خرج مسکن می‌کردند) و حمل و نقل عمومی – به اندازه‌ای گسترده بودند که به اغراق «از رحم تا گور» یا «از گهواره تا قبر» توصیف می‌شدند. سیاست‌های رفاهی اینچنینی اولین بار نه در یک کشور کمونیستی، که در آلمان عهد قیصر ویلهلم به کار بسته شدند. در مجارستان حتی قبل از حکومت کمونیستی نیز سیاست‌های رفاهی اجرا می‌شد اما کمونیست‌ها این سیاست‌ها را به سطح بالاتری ارتقا دادند. اولین اولویت کشورهای کمونیستی در این بعد، خدمات پزشکی رایگان همگانی بود. شوروی در دهه ۱۹۲۰ و کشورهای شرق اروپا تا پایان دهه ۱۹۴۰ به این هدف دست پیدا کردند. چین نیز در دهه ۱۹۵۰ تقریباً همه شهروندانش را تحت پوشش گرفت. البته سیستم‌های پزشکی این کشورها بدون مشکل نبودند. به عنوان مثال، بیماران گاه مجبور می‌شدند به پزشکان رشوه پرداخت کنند تا از مراقبت‌های لازم بهره‌مند شوند. در دوره گورباچف مشخص شد نرخ مرگ‌ومیر نوزادان در شوروی از دهه ۱۹۷۰ رو به افزایش بوده اما دولت آمارهای صحیح را منتشر نکرده است. دو معیار مهم در سنجش عملکرد نظام پزشکی کشورها، میزان مرگ و میر نوزادان و میزان امید به زندگی است.
| کشور         | ۱۹۳۵ | ۱۹۵۰  | ۱۹۶۰ | ۱۹۷۰ | ۱۹۸۰ | ۱۹۸۸ | ۲۰۰۸ |
| ------------ | ---- | ----- | ---- | ---- | ---- | ---- | ---- |
| بلغارستان    | ۵۰٫۱ | <۶۴٫۱ | ۶۹٫۶ | ۷۱٫۱ | ۷۱٫۱ | ۷۱٫۲ | N/A  |
| چین          |      | ۴۰٫۸  | ۴۶٫۱ | ۶۱٫۱ | ۶۵٫۴ | ۶۹٫۵ | ۷۳٫۲ |
| کوبا         |      | ۵۹٫۴  | ۶۳٫۸ | ۷۰   | ۷۳٫۱ | ۷۴٫۲ | ۷۷٫۳ |
| آلمان (شرقی) |      | ۶۵٫۹  | ۶۸٫۹ | ۷۰٫۷ | ۷۱٫۶ | ۷۲٫۹ | N/A  |
| مجارستان     |      | <۶۱٫۳ | ۶۷٫۸ | ۶۹   | ۶۹٫۲ | ۷۰٫۱ | N/A  |
| لهستان       |      | <۶۱٫۳ | ۶۷٫۱ | ۷۰٫۲ | ۷۰٫۹ | ۷۱٫۵ | N/A  |
| شوروی        | ۴۶٫۰ |       | ۶۸٫۶ | ۶۹٫۳ | ۶۷٫۷ | ۶۹٫۵ | N/A  |
| ویتنام       | ۳۴٫۰ |       | ۴۲٫۹ | ۴۷٫۸ | ۵۵٫۸ | ۶۲٫۷ | ۷۱٫۳ |
| یوگسلاوی     |      | ۵۸٫۱  |      | ۶۸٫۰ | ۷۰٫۴ | ۷۱٫۵ | N/A  |
| آلمان (غربی) | ۶۱٫۳ | ۶۷٫۵  | ۶۹٫۱ | ۷۰٫۸ | ۷۲٫۵ | ۷۵٫۵ | ۷۹٫۱ |
| ژاپن         | ۴۵٫۰ | ۶۰٫۰  | ۶۶٫۸ | ۷۱٫۱ | ۷۵٫۵ | ۷۹   | ۸۲٫۱ |
| بریتانیا     |      | ۶۸٫۷  | ۷۰٫۴ | ۷۱٫۴ | ۷۲٫۸ | ۷۵   | ۷۸٫۹ |
| آمریکا       |      | ۶۸٫۲  | ۶۹٫۷ | ۷۰٫۴ | ۷۳٫۳ | ۷۵٫۵ | ۷۸٫۱ |

در زمینه مرگ و میر نوزادان، برخی از کشورهای کمونیستی پیشرفت قابل ملاحظه‌ای داشتند، به گونه‌ای که آلمان شرقی از برخی از کشورهای کاپیتالیستی نیز مرگ و میر کمتری داشت. اما شوروی در دو دهه آخر موجودیتش نسبت به دهه ۱۹۷۰ پسرفتی را تجربه کرد. مرگ و میر نوزادان در دو دهه اول حکومت کمونیستی در کوبا بیشتر شد اما زان پس با سرعت زیادی کاهش پیدا کرد و امروزه از این نظر با کشوری مثل آمریکا در یک سطح قرار دارد.
| کشور         | ۱۹۵۰  | ۱۹۶۰  | ۱۹۷۰ | ۱۹۸۰ | ۱۹۸۹ | ۲۰۰۸ |
| ------------ | ----- | ----- | ---- | ---- | ---- | ---- |
| بلغارستان    | ۹۴٫۵  | ۴۵٫۱  | ۲۷٫۳ | ۲۰٫۲ | ۱۴٫۴ | N/A  |
| چین          | ۱۹۵٫۰ | ۱۵۰٫۰ | ۸۵٫۰ | ۴۹٫۰ | ۳۸٫۰ | ۲۳٫۰ |
| کوبا         | ۳۲٫۰  | ۳۵٫۹  | ۳۸٫۷ | ۱۹٫۶ | ۱۱٫۱ | ۵٫۱  |
| آلمان (شرقی) | ۷۲٫۲  | ۳۸٫۸  | ۱۸٫۵ | ۱۲٫۱ | ۷٫۶  | N/A  |
| مجارستان     | ۸۵٫۶  | ۴۷٫۶  | ۳۵٫۹ | ۲۳٫۲ | ۱۶٫۰ | N/A  |
| لهستان       | ۱۱۱٫۲ | ۵۴٫۸  | ۳۳٫۴ | ۲۱٫۳ | ۱۶٫۰ | N/A  |
| شوروی        | ۸۰٫۷  | ۳۵٫۳  | ۲۴٫۷ | ۲۷٫۳ | ۲۵٫۰ | N/A  |
| ویتنام       |       | ۷۰٫۰  | ۵۵٫۰ | ۴۴٫۰ | ۳۸٫۰ | ۱۹٫۵ |
| یوگسلاوی     | ۱۱۸٫۶ | ۸۷٫۷  | ۵۵٫۲ | ۳۵٫۰ | ۲۰٫۲ | N/A  |
| آلمان (غربی) |       | ۳۴٫۰  | ۲۳٫۴ | ۱۲٫۷ | ۷٫۰  | ۴٫۳  |
| ژاپن         | ۵۰٫۶  | ۳۱٫۰  | ۱۴٫۰ | ۸٫۰  | ۵٫۰  | ۳٫۲  |
| بریتانیا     | ۳۲٫۰  | ۲۳٫۰  | ۱۸٫۰ | ۱۲٫۰ | ۹٫۰  | ۴٫۸  |
| آمریکا       | ۲۹٫۲  | ۲۶٫۰  | ۲۰٫۰ | ۱۲٫۶ | ۹٫۸  | ۶٫۳  |

دولت‌های کمونیستی به بالا بردن سطح تحصیلات جامعه نیز اهمیت زیادی می‌دادند. در بیشتر این کشورها تحصیل رایگان و اجباری بود. طی زمان درصد سواد در این کشورها رشد عظیمی داشت و نیز سال‌های تحصیل نیز افزایش پیدا کرد (به عنوان مثال، در شوروی بین سال‌های ۱۹۵۷ تا ۱۹۷۰ از ۷ به ۱۰ سال رسید). تأکید در نظام آموزشی کشورهای کمونیستی بر به‌یادسپاری مبتنی بود که می‌تواند یکی از نقاط ضعف آن به‌شمار رود. در دهه‌های اخیر برخی کشورهای کمونیستی رویکردی غیرکمونیستی نسبت به سوادآموزی داشته‌اند؛ مثلاً ویتنام دریافت شهریه را قانونی اعلام کرده است.
| کشور         | ۱۹۴۰  | ۱۹۵۰   | ۱۹۶۰  | ۱۹۷۰  | ۱۹۸۰  | ۱۹۸۸  | ۲۰۰۸  |
| ------------ | ----- | ------ | ----- | ----- | ----- | ----- | ----- |
| بلغارستان    |       | >‎۷۵٫۸٪ |       | ۹۲٫۴٪ | ۹۵٫۱٪ | ۹۸٪   | N/A   |
| چین          |       | >‎۴۵٫۰٪ | ۴۰٪   | ۵۲٫۹٪ | ۶۷٫۱  | >‎۷۵٪  | ۹۰٫۹٪ |
| کوبا         |       | <‎۷۷٫۹٪ |       | ۸۹٫۳٪ | ۹۲٫۵٪ | ۹۸٫۵٪ | ۹۹٫۸٪ |
| آلمان (شرقی) |       | >‎۹۸٫۰٪ |       |       | ۹۹٫۰٪ | ۹۹٫۹٪ | N/A   |
| مجارستان     |       | ۹۵٫۳٪  |       | ۹۸٫۱٪ | ۹۸٫۶٪ | ۹۹٫۱٪ | N/A   |
| لهستان       |       | >‎۹۰٫۰٪ |       | ۹۸٫۲٪ | ۹۹٫۱٪ | ۹۹٫۶٪ | N/A   |
| شوروی        | ۸۷٫۴٪ | >‎۹۰٫۰٪ | ۹۸٫۵٪ | ۹۹٫۷٪ | ۹۹٫۸٪ | +‎۹۹٪  | N/A   |
| ویتنام       |       | >‎۲۰٫۰٪ |       |       | ۸۷٫۳٪ | ۹۰٫۳٪ | ۹۳٫۰٪ |
| یوگسلاوی     | ۵۵٪   | ۷۴٫۰٪  | ۸۰٫۰٪ | ۸۳٫۵٪ | ۹۰٫۵٪ | ۹۳٫۰٪ | N/A   |
| آلمان (غربی) |       | >‎۹۸٫۰٪ |       |       |       | ۹۹٫۰٪ | ۹۹٫۰٪ |
| ژاپن         |       | ۹۷٫۸٪  |       |       |       | ۹۹٫۰٪ | ۹۹٫۰٪ |
| بریتانیا     |       | >‎۹۸٫۰٪ |       |       |       | ۹۹٫۰٪ | ۹۹٫۰٪ |
| آمریکا       |       | >‎۹۷٫۵٪ | ۹۸٪   | ۹۹٫۰٪ |       | ۹۹٫۰٪ | ۹۹٫۰٪ |

بیکاری ساختاری به معنای مرسوم امروز به‌طور کلی از ویژگی‌های نظام‌های کمونیستی نبود. البته امنیت شغلی نکات منفی نیز ایجاد می‌کرد؛ به عنوان مثال، تعهد دولت به صفر نگه داشتن درصد بیکاری میزان تلاش کارکنان را کاهش می‌داد. این یکی از دلایل افزایش ناکارآمدی اقتصادی رژیم‌های کمونیستی از دهه ۱۹۷۰ به بعد بود. به علاوه صفر نگه میزان بیکاری نیازمند تعهدی دو طرف بوده؛ لذا کار کردن امری اجباری بود. پس اگر کسی می‌خواست، مثلاً، هنرمند شود و در یکی از مشاغل دولتی مرتبط پذیرفته نمی‌شد، فرصت را از دست می‌داد. محل کار یک فرد را نیز دولت تعیین می‌کند.

#### طبقات
دولت‌های کمونیستی هیچ‌گاه ادعا نکردند موفق شده‌اند طبقات اجتماعی را از بین ببرند؛ بلکه مدعی بودند طبقات متخاصم را از بین برده‌اند. این دولت‌ها به وجود دو طبقه کشاورز و کارگر و گاه طبقه سوم، کارگران یقه سفید یا اینتلیجنتسیا، اذعان داشتند. اینتلیجنتسیا معمولاً به هر کسی که آموزش عالی دیده بود، اطلاق می‌شد و چنان لفظ گسترده‌ای بود که ممکن بود کارگر یقه سفید را نیز شامل شود. مطابق گفته دولت‌های کمونیستی، این طبقات یکدیگر را استثمار نمی‌کردند و نتیجتاً، طبقات متخاصم از بین رفته‌اند. به‌طور معمول، مقامات و جامعه‌شناسان این دولت‌ها بین کار یدی و ذهنی و نیز نیروی کار شهری و روستایی تمایز قائل می‌شدند. کسانی که به عنوان کشاورز بر روی زمین‌های دولتی در روستا‌ها کار می‌کردند، در طبقه کارگر قرار می‌گرفتند و طبقه کشاورز تنها شامل کسانی که روی زمین‌های جمعی کار می‌کردند، می‌شد. یکی از دلایل این تقسیم‌بندی آن بود که طبقه کارگر بزرگ‌تر به نظر برسد و در نتیجه کشور را به مرز آمادگی برای سوسیالیسم از نظر مارکس، نزدیک‌تر کند.
دو شکاف قابل ذکر دیگر نیز در جوامع کمونیستی وجود داشت: جنسیت و قومیت. به عنوان مثال، در شوروی روس‌ها تنها اندکی بیش از نصف جمعیت را تشکیل می‌دادند. در دهه ۱۹۸۰، جمعیت چین از مردم هان (۹۳٪) و اقلیت‌هایی چون مسلمانان و تبتی‌ها تشکیل شده بود. برخی از کشورهای کمونیستی مثل شوروی و یوگسلاوی در زمان سقوط به مرزهای قومی تقسیم شدند. موضوع دیگر، نقش زنان، پیچیده بود. در حالت تئوری، دولت‌های کمونیستی شدیداً به برابری جنسیتی متعهد بودند و نشانه‌هایی از این تعهد در عمل نیز دیده می‌شد. از دیدگاه سیاسی، کشورهای کمونیستی با داشتن بالاترین درصدهای حضور زنان در مجلس، عملکرد موفقیت‌آمیزی از این حیث به نمایش گذاشتند، هر چند زنان کرسی‌های خود را برخلاف همتایان غربی در انتخابات‌های رقابتی به دست نیاورده بودند. اما تا انتهای دهه ۱۹۸۰، تنها یک زن موفق شده بود به پلیتبوروی شوروی راه یابد و نیز تا دسامبر ۱۹۸۸ طول کشید تا یک زن وارد شورای وزیران شود. یوگسلاوی تنها کشور کمونیستی بود که نخست‌وزیری زن داشت. البته حضور زنان در صحنه سیاست کشورهای غربی نیز تا آن زمان تفاوت چندانی نداشت. از نظر مالی، زنان ۶۶–۷۵٪ مردان حقوق می‌گرفتند — آماری مشابه غرب. نیز مانند دیگر جوامع انجام کارهای خانه و نگهداری از بچه با زنان بود، هر چند در برخی کشورها دولت در مورد اخیر به آن‌ها یاری می‌رساند. شوروی از فرزندآوری شدیداً استقبال می‌کرد اما سقط جنین را نیز منع نمی‌کرد. در سمت دیگر چین داشتن بیش از یک فرزند را ممنوع کرد.
| کشور         | ۱۹۵۰  | ۱۹۷۰  | ۱۹۸۸  | ۲۰۰۸  |
| ------------ | ----- | ----- | ----- | ----- |
| بلغارستان    | ۱۵٫۱٪ | ۱۷٫۱٪ | ۲۱٫۱٪ | N/A   |
| چین          |       | ۱۷٫۸٪ | ۲۱٫۳٪ | ۲۱٫۳٪ |
| کوبا         |       | ۲۲٫۲٪ | ۳۳٫۹٪ | ۴۳٫۲٪ |
| آلمان (شرقی) | ۲۷٫۵٪ | ۳۰٫۶٪ | ۳۲٫۲٪ | N/A   |
| لهستان       | ۰٫۰٪  | ۱۳٫۵٪ | ۲۰٫۲٪ | N/A   |
| شوروی        | ۱۹٫۶٪ | ۳۰٫۲٪ | ۳۱٫۱٪ | N/A   |
| ویتنام       | ۲٫۵٪  | ۱۸٫۲٪ | ۱۷٫۷٪ | ۲۵٫۸٪ |
| یوگسلاوی     | ۳٫۲٪  | ۵٫۸٪  | ۱۸٫۲٪ | N/A   |
| استرالیا     | ۰٫۸٪  | ۰٫۰٪  | ۶٫۱٪  | ۲۶٫۷٪ |
| فرانسه       | ۷٫۰٪  | ۲٫۱٪  | ۶٫۹٪  | ۱۸٫۲٪ |
| آلمان (غربی) | ۶٫۸٪  | ۶٫۶٪  | ۱۵٫۴٪ | ۳۱٫۶٪ |
| سوئد         | ۹٫۶٪  | ۱۴٫۰٪ | ۳۸٫۴٪ | ۴۷٫۰٪ |
| بریتانیا     | ۳٫۳٪  | ۴٫۱٪  | ۶٫۳٪  | ۱۹٫۵٪ |
| آمریکا       | ۲٫۱٪  | ۲٫۳٪  | ۶٫۷٪  | ۱۶٫۸٪ |

## در فرهنگ و هنر

### نمادپردازی

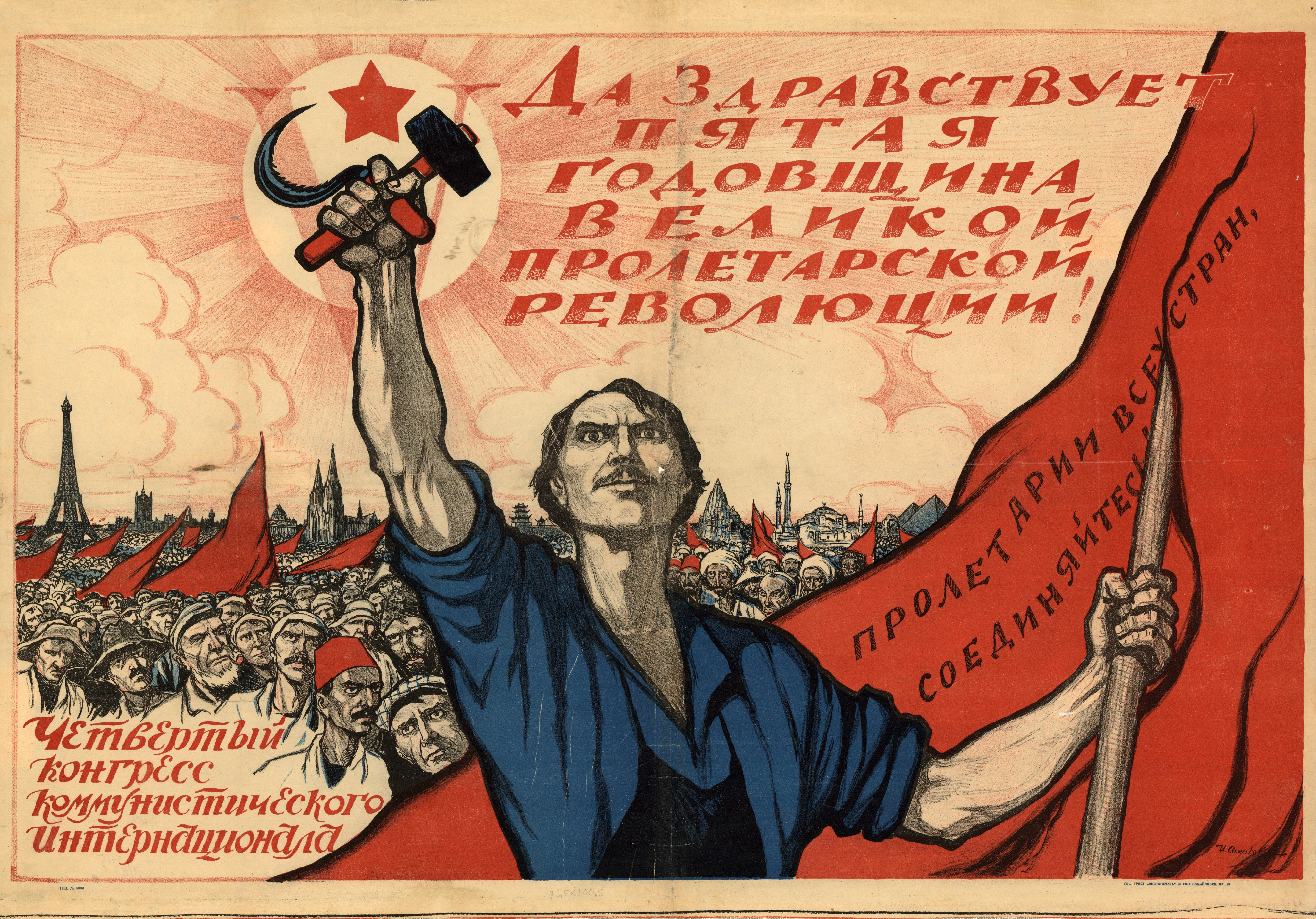
ستاره سرخ و داس و چکش در پوستری در سبک رئالیسم سوسیالیستی، به مناسبت چهارمین سالگرد انقلاب اکتبر

پرچم سرخ اولین بار در عهد انقلاب فرانسه به نمادی علیه حکومت‌های اقتدارگرا تبدیل شد. در قرن نوزدهم، با جنبش‌های سوسیالیستی و اعتراضی اروپا، علی‌الخصوص کمون پاریس، گره خورد. نهایتاً بعد از پیروزی انقلاب اکتبر، در میان نمادهای کمونیستی جای گرفت و احزاب سوسیال دموکرات نمادهای دیگری برای خود یافتند. بلشویک‌ها بعد از پیروزی به سال ۱۹۱۷، ابتدا پرچم سرخ ساده‌ای را به عنوان نشانی از قرار گرفتن در دست کارگران و دهقانان کافی دانستند. در ۴ آوریل ۱۹۱۸، دولت روسیه شوروی پرچم سرخ رنگی که مخفف نام آن دولت با رنگ طلایی بر روی آن نوشته شده بود را به عنوان نماد خود اعلام کرد. نیز دیگر رژیم‌های شوروی مثل بلاروس و اوکراین پرچم‌های مشابهی اتخاذ کردند. دو سال بعد از تأسیس اتحاد جماهیر شوروی، در ۳۱ ژانویه ۱۹۲۴، پرچم جدیدی با نشان‌های داس و چکش و نیز ستاره سرخ اختیار شد. داس و چکش نماینده کشاورزان و کارگران و ستاره سرخ نماینده هدف نهایی، برپایی حاکمیت جهانی کمونیسم، بودند. سرانجام در ۲۵ دسامبر ۱۹۹۱، شش روز قبل از سقوط شوروی، پرچم شوروی از فراز کاخ کرملین مسکو پایین کشیده شد و پرچم روسیه جای آن را گرفت. در پرچم چین، که آن هم بنا به دلایل مشابهی قرمز است، پنج ستاره وجود دارد. در آغاز گفته می‌شد ستاره بزرگ حزب کمونیست است و ستاره‌های کوچک چهار طبقه که حزب را حمایت می‌کنند — پرولتاریا، دهقانان، بورژواهای خرده‌پا و «کاپیتالیست‌های میهن‌پرست» — هستند. اما بعداً تفسیر رسمی تغییر کرد و گفته شد ستاره بزرگ نماد چین و ستاره‌های کوچک اقوام آن هستند.

### رئالیسم سوسیالیستی
رئالیسم سوسیالیستی عبارتی رسمی برای توصیف هنر و ادبیات در اتحاد جماهیر شوروی بود که در دیگر کشورهای کمونیستی شرق اروپا و آسیا نیز از آن پیروی می‌شد. رئالیسم سوسیالیستی متد اصلی هنر، ادبیات و نقد سوسیالیستی به حساب می‌آمد و انتظار می‌رفت آثار هنری «نمایشی صادق و حقیقی از واقعیت در حالت انقلابی آن» باشد. در سال ۱۹۳۴، اولین کنگره نویسندگان شوروی تعریفی رسمی از رئالیسم سوسیالیستی ارائه کرد. از همان سال، این شیوه تنها سبک هنری رسمی شوروی اعلام شد. آثار هنری و ادبی مطابق رئالیسم سوسیالیستی سنجیده می‌شدند و دیگر سبک‌ها نمایشی از انحطاط بورژواها به حساب می‌آمدند؛ هنر و ادبیات باید نیمه پر لیوان زندگی تحت حاکمیت کمونیسم را نمایش می‌دادند. رئالیسم سوسیالیستی سه اصل داشت؛ اصل اول بر همه‌فهم‌بودن اثر تأکید داشت. اصل دوم الزام به نمایش زندگی روزمره شهروندان، اعمال قهرمانانه کارگران، کشاورزان و غیره بود. اصل سوم نیز «اصل واقعیت» بود. بدان معنا که باید مطابق برداشتی ماتریالیستی از تاریخ و برای نمایش مبارزه طبقاتی کارگران تولید می‌شد.
|                                   |                         |                     |                                |
| خواسته حزب را برآورده خواهیم کرد! | ولادیمیر لنین در سمولنی | زن پارتیزان در نبرد | موزائیکی از لنین در متروی مسکو |

## نقد
نقد کمونیسم به دو دسته عمده تقسیم می‌شود. دسته اول شامل انتقاداتی است که به نظریه کمونیسم و گرایش‌های مختلف آن نظیر مارکسیسم وارد شده و دسته دیگر، مربوط به نقد حکومت‌های کمونیستی است. از جمله انتقاداتی که به مارکسیسم وارد شده نقد ماتریالیسم تاریخی، نقد نگرش مارکسیستی به دولت، نقد تفکرات اقتصادی این مکتب، نقد نظریه ارزش کار و غیره است. قدیمی‌ترین نقد اقتصادی که به مارکسیسم وارد شد از جانب آدولف واگنر بود که مارکس شخصاً بدان جواب داد. یکی از نقدهایی که همیشه مطرح شده، این است که قیمت‌گذاری کالاها مطابق نظریه ارزش کار امری نسبی و قراردادی است. به گفته ویلیام دمهاف، ماتریالیسم تاریخی برای درک تاریخ جوامع و پیچیدگی آن‌ها بیش از اندازه ساده است. همو می‌گوید یافته‌های باستان‌شناسی نشان داده برخلاف عقیده مارکس، پیدایش دولت ارتباطی به مبارزه طبقاتی نداشته و در عوض، اولین دولت‌ها ترکیبی از نهادهای دینی و سیاسی بوده‌اند. نیز تقلیل دولت به نهادی جهت حفاظت از مالکیت خصوصی گرایشی جهت نادیده‌گرفتن اهمیت دموکراسی نیابتی ایجاد می‌کند. به عنوان مثال نویسنده کمونیست استنلی مور در نقد کاپیتالیسم می‌نویسد که «ویژگی‌های مشخص دولت‌های دموکراتیکِ بورژواها با ویژگی‌های مشخص اقتصاد کاپیتالیستی هم‌خوانی دارد.» کمونیست آمریکایی جیمز اوکانر نیز معتقد بود «در نظریه مارکسیسم، دولت دموکرات لیبرال اسلحه دیگری در دست سرمایه‌داران در مبارزه طبقاتی است.» ماکس وبر ماتریالیسم تاریخی را تنها یکی از نظریات محتمل می‌دانست و معتقد بود نظریات دیگر نیز به همان اندازه محتمل هستند. وبر نقش تفکرات دینی (مثل اخلاق پروتستانی) در گسترش کاپیتالیسم را شاهدی بر گفته خود می‌داند. نقد اصلی امیل دورکیم بر مارکسیسم وزن بسیار زیاد دادن به فاکتورهای اقتصادی و مبارزه طبقاتی بود. او مبارزه طبقاتی را تنها یکی از پیامدهای درجه دوم نبود قواعد مکفی برای جامعه صنعتی نوظهور می‌دانست.

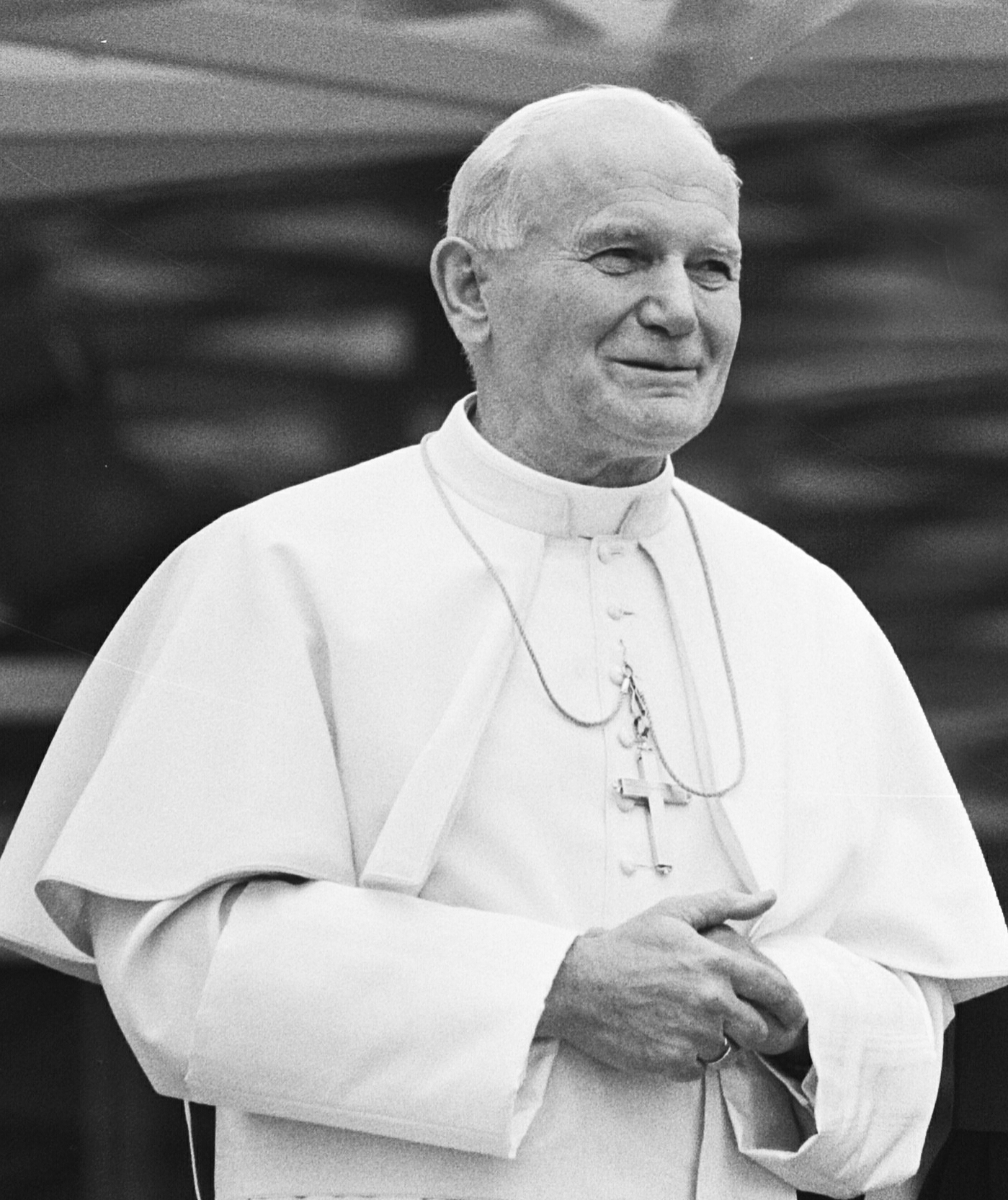
پاپ ژان پل دوم (۱۹۷۸–۲۰۰۵)، اولین و تنها پاپ لهستانی و اسلاو تاریخ. انتخاب شدن او به پاپی برای مقامات کمونیستی لهستان و شوروی مشکلاتی ایجاد کرد. در سفر ژان پل دوم به زادگاهش در سال ۱۹۷۹ میلیون‌ها نفر به استقبالش آمدند و یک شاهد عینی گزارش داد: «برای ۹ روز دولت لهستان عملاً وجود نداشت!»

به گفته منتقدان رژیم‌های کمونیستی، حکومت حزب کمونیست منجر به تمامیت‌خواهی، سرکوب سیاسی، نقض حقوق بشر، عملکرد ضعیف اقتصادی و سانسور می‌شود. زبیگنیف برژینسکی و کارل یواخیم فریدریش در کتاب دیکتاتوری و یکه‌سالاری تمامیت‌خواه شش مؤلفه حکومت تک‌حزبی، حاکمیت یک دیکتاتور، ترور دولتی، انحصار ارتباطات جمعی، انحصار اسلحه و اقتصاد دستوری را برای مشخص کردن تمامیت‌خواهی یک رژیم برمی‌شمارند که بیشتر این مؤلفه‌ها دربارهٔ حکومت‌های کمونیستی نیز صادق هستند، هرچند بسته به زمان و مکان میزان تمامیت‌خواهی این دسته از دولت‌ها متفاوت می‌بود. مارک فیلیپ بردلی دربارهٔ حقوق بشر در کشورهای کمونیستی می‌نویسد اگر چه شوروی روز صدور اعلامیه جهانی حقوق بشر را سالانه جشن می‌گرفت، اما نقض شدید حقوق بشر در کشورهای تحت امر کمونیست‌ها در بعضی زمان‌ها امری تقریباً عادی بود. نیز برخی اقتصاددان‌های غربی مانند فریدریش هایک مشخصه‌های مدل حکومت شوروی مثل اقتصاد دستوری و مالکیت دولتی را مسبب مشکلات اقتصادی کشورهای بلوک شرق دانسته‌اند. در داخل کشورهای کمونیستی نیز حاکمیت با منتقدانی روبرو بود. از دهه ۱۹۶۰ رسانه‌های غربی توجه خود را به وضعیت این مخالفان معطوف کردند. برخی از منتقدان مثل آلکساندر سولژنیتسین آشکارا کمونیسم‌ستیز بودند و گروهی دیگر مثل ولفگانگ هاریش خود را «مارکسیست واقعی» می‌دانستند و به دلیل تبدیل کمونیسم به سیستمی بروکراتیک و سلسله‌مراتبی از حاکمیت کشور خود راضی نبودند. میزان تأثیر اینان در سقوط کمونیسم را نمی‌توان به آسانی مشخص کرد و بدیهی است که از کشوری به کشوری دیگر متفاوت بود اما می‌توان تا آن اندازه گفت که، به عنوان مثال، اولین رئیس‌جمهور چک بعد از سقوط کمونیسم، واتسلاف هاول، بخش بزرگی از محبوبیت خود را مدیون مبارزاتش با رژیم کمونیستی بود. نهادهای مذهبی نیز از جمله مخالفان رژیم‌های کمونیستی بودند، به گونه‌ای که در آلمان شرقی حتی خداناباوران نیز بر روی کلیسای لوتری آن کشور به عنوان کانونی مهم برای مخالفت با حکومت حساب باز می‌کردند. در لهستان انتخاب‌شدن کارل وتیولا به پاپی (با نام ژان پل دوم) مشکلات بزرگی برای حاکمیت کمونیستی به همراه آورد. در روز بازدید ژان پل دوم از لهستان، میلیون‌ها نفر به استقبالش آمدند. اثرات ورود پاپ به زادگاهش در شوروی نیز حس شد، به خصوص در لیتوانی که بسیاری خود را به مرز لهستان رساندند تا از کانال‌های تلویزیونی لهستانی ورود ژان پل را تماشا کنند. در سال ۱۳۶۷، خمینی در نامه‌ای به میخائیل گورباچف کمونیسم را تفکری مادی خواند که جوابگوی نیازهای بشر نیست و در عوض او را دعوت کرد که دربارهٔ اسلام مطالعه کند. ناسیونالیسم، به خصوص در شوروی که گرجی‌ها و مردم حوزه بالتیک خواهان استقلال بودند، از دیگر عوامل جدی در مخالفت با حاکمیت کمونیستی بود.
از جمله دیگر نقدها، متهم‌کردن کشورهای کمونیستی به سرمایه‌داری دولتی است. این عبارت سابقه طولانی دارد و مناقشات و مجادلات دربارهٔ ماهیت اقتصاد کشورهای کمونیستی نیز از زمان انقلاب روسیه وجود داشته است. کارل مارکس خود سرمایه‌داری دولتی را حالتی که «دولت‌ها کارگران را در ازای مزد برای کار در معادن، راه‌آهن و غیره استخدام می‌کنند و نقش سرمایه‌داران صنعتی را ایفا می‌کنند» توصیف کرده است. تا زمان انقلاب اکتبر این برداشت دچار دگرگونی شده بود و معنای «سلطه دولت بر صنایع خصوصی» به خود گرفته بود. حتی لنین نیز در رساله امپریالیسم به اهمیت یک دوره سرمایه‌داری دولتی اشاره کرده است. نتیجتاً، دو دیدگاه متفاوت در ربط با این موضوع وجود داشت و این تفاوت نظر منجر به اختلاف بر سر ماهیت اقتصاد شوروی و دیگر کشورهای کمونیستی شد. از سویی، منتقدان اعتقاد داشتند سرمایه‌داری دولتی در شوروی ملغی نشده و انقلاب در میانه راه کاپیتالیسم و سوسیالیسم توقف کرده است. افرادی چون رهبر منشویک‌ها ژولیوس مارتوف می‌گفتند کارگران شوروی به همان شیوه کارگران کشورهای کاپیتالیست استثمار می‌شوند. از سوی دیگر موافقان، از جمله شخص لنین، معتقد بودند سرمایه‌داری دولتی در صورتی که تحت سلطه پرولتاریا باشد، قابل قبول و برای رسیدن به سوسیالیسم ضروری است. بعد از مرگ لنین، موافقان به ندرت از لفظ سرمایه‌داری دولتی برای توصیف اقتصاد شوروی استفاده می‌کردند و در عوض، آن را سوسیالیستی می‌نامیدند. زان پس، سرمایه‌داری دولتی منحصراً به لفظی برای حمله به رهبران شوروی تبدیل شد.
بیشتر مارکسیست‌های غربی تا میانه‌های دهه ۱۹۵۰ معتقد به تکامل خطی جوامع از زمان برده‌داری تا مرحله سوسیالیسم بودند و بدین ترتیب، با توجه به دیدگاه هر شخص نسبت به بلوک شرق و به خصوص اتحاد شوروی، آن جوامع می‌توانست در دسته‌هایی مثل فئودالی، کاپیتالیستی یا سوسیالیستی قرار بگیرد. بعد از آن عهد، با رشد اقتصادی بی‌سابقه کشورهای کاپیتالیست غرب، تئوریسین‌هایی ظهور کردند که دربارهٔ صحت نظریه قدیمی بحران مارکس دچار تردید شدند. ژوزف گیلمان در ۱۹۵۷ نوشت «تا قبل از جنگ جهانی اول آمارهای تاریخی از نظریات مارکس پشتیبانی می‌کردند اما بعد از جنگ با انتظارات مارکسیست‌ها تناقض دارند.» از اواخر ۱۹۶۰، دوباره عقایدی مبنی بر بی‌ثباتی ذاتی کاپیتالیسم باب شد و تا به امروز نیز از بین نرفته است، اما بعد از ۱۹۹۱ بسیاری از مارکسیست‌های غربی بدان نتیجه رسیدند که در سال‌های پیش‌رو حاکمیت کاپیتالیسم بر جهان ادامه پیدا خواهد کرد.

### ارجاع‌ها
1. ↑  «کمونیسم» [علوم سیاسی و روابط بین‌الملل] هم‌ارزِ «Communism»؛ منبع: گروه واژه‌گزینی. دفتر دوم. فرهنگ واژه‌های مصوب فرهنگستان. تهران: انتشارات فرهنگستان زبان و ادب فارسی. شابک ۹۶۴-۷۵۳۱-۳۷-۰ (ذیل سرواژهٔ کمونیسم)
2. ↑  Harper, “Communism”, Online Etymology Dictionary.
3. ↑  Brown, The Rise and Fall of Communism, 17.
4. ↑  Nancy, “Communism, the Word”.
5. ↑  Nancy, “Communism, the Word”.
6. ↑  Harper, “Communist”, Online Etymology Dictionary.
7. ↑  Brown, The Rise and Fall of Communism, 11.
8. ↑  Ball and  Dagger, “Communism”, Encyclopædia Britannica.
9. ↑  Holmes, Communism: A Very Short Introduction, 1.
10. ↑  Holmes, Communism: A Very Short Introduction, 1.
11. ↑  Brown, The Rise and Fall of Communism, 11–13.
12. ↑  Fraser and  Wilde, The Marx Dictionary, 204.
13. ↑  Ball and  Dagger, “Communism”, Encyclopædia Britannica.
14. ↑  Brown, The Rise and Fall of Communism, 11–13.
15. ↑  Yarshater, The Cambridge History of Iran, 991.
16. ↑  Brown, The Rise and Fall of Communism, 11–13.
17. ↑  Brown, The Rise and Fall of Communism, 11–14.
18. ↑  Brown, The Rise and Fall of Communism, 14–15.
19. ↑  Ball and  Dagger, “Communism”, Encyclopædia Britannica.
20. ↑  Brown, The Rise and Fall of Communism, 15–16.
21. ↑  Brown, The Rise and Fall of Communism, 16–18.
22. ↑  Newman, Socialism: A Very Short Introduction, 21–23.
23. ↑  Holmes, Communism: A Very Short Introduction, 2–4.
24. ↑  Ball and  Dagger, “Communism”, Encyclopædia Britannica.
25. ↑  Holmes, Communism: A Very Short Introduction, 2–4.
26. ↑  Fraser and  Wilde, The Marx Dictionary, 110–111.
27. ↑  Holmes, Communism: A Very Short Introduction, 4–5.
28. ↑  Ball and  Dagger, “Communism”, Encyclopædia Britannica.
29. ↑  Ball and  Dagger, “Communism”, Encyclopædia Britannica.
30. ↑  Fraser and  Wilde, The Marx Dictionary, 196–197.
31. ↑  Ball and  Dagger, “Communism”, Encyclopædia Britannica.
32. ↑  Holmes, Communism: A Very Short Introduction, 5–6.
33. ↑  Ball and  Dagger, “Communism”, Encyclopædia Britannica.
34. ↑  Holmes, Communism: A Very Short Introduction, 5–6.
35. ↑  Brown, The Rise and Fall of Communism, 21.
36. ↑  Holmes, Communism: A Very Short Introduction, 5–6.
37. ↑  Nicolaievsky, Karl Marx – Man and Fighter, 269.
38. ↑  Jessop and  Wheatley, Karl Marx's social and political thought, 526.
39. ↑  Brown, The Rise and Fall of Communism, 21.
40. ↑  Ball and  Dagger, “Communism”, Encyclopædia Britannica.
41. ↑  Ball and  Dagger, “Communism”, Encyclopædia Britannica.
42. ↑  Bottomore, “Critics of Marxism”, A Dictionary of Marxist Thought, 124.
43. ↑  Ball and  Dagger, “Communism”, Encyclopædia Britannica.
44. ↑  Holmes, Communism: A Very Short Introduction, 7.
45. ↑  Lih, “Lenin and Bolshevism”, 54.
46. ↑  Holmes, Communism: A Very Short Introduction, 7.
47. ↑  Holmes, Communism: A Very Short Introduction, 8.
48. ↑  Ball and  Dagger, “Communism”, Encyclopædia Britannica.
49. ↑  Holmes, Communism: A Very Short Introduction, 8.
50. ↑  Holmes, Communism: A Very Short Introduction, 9.
51. ↑  Ball and  Dagger, “Communism”, Encyclopædia Britannica.
52. ↑  Holmes, Communism: A Very Short Introduction, 9.
53. ↑  Ball and  Dagger, “Communism”, Encyclopædia Britannica.
54. ↑  Holmes, Communism: A Very Short Introduction, 9.
55. ↑  Holmes, Communism: A Very Short Introduction, 10.
56. ↑  Oittinen, “Marxism–Leninism”, The Encyclopedia of Political Thought.
57. ↑  Holmes, Communism: A Very Short Introduction, 12–13.
58. ↑  Holmes, Communism: A Very Short Introduction, 10.
59. ↑  Holmes, Communism: A Very Short Introduction, 11.
60. ↑  Holmes, Communism: A Very Short Introduction, 13.
61. ↑  Ball and  Dagger, “Communism”, Encyclopædia Britannica.
62. ↑  Holmes, Communism: A Very Short Introduction, 13.
63. ↑  Ball and  Dagger, “Communism”, Encyclopædia Britannica.
64. ↑  Holmes, Communism: A Very Short Introduction, 13.
65. ↑  McLellan and  Chambre, “Marxism”, Encyclopædia Britannica.
66. ↑  Holmes, Communism: A Very Short Introduction, 14.
67. ↑  Ball and  Dagger, “Communism”, Encyclopædia Britannica.
68. ↑  Holmes, Communism: A Very Short Introduction, 17–19.
69. ↑  Service, Lenin: A Biography, 154–155.
70. ↑  Rappaport, Conspirator: Lenin in Exile, 93.
71. ↑  Holmes, Communism: A Very Short Introduction, 17–19.
72. ↑  Shub, Lenin: A Biography, 389–391.
73. ↑  Holmes, Communism: A Very Short Introduction, 19–20.
74. ↑  Holmes, Communism: A Very Short Introduction, 21–22.
75. ↑  Holmes, Communism: A Very Short Introduction, 22–23.
76. ↑  Holmes, Communism: A Very Short Introduction, 23.
77. ↑  Brown, The Rise and Fall of Communism, 143.
78. ↑  Holmes, Communism: A Very Short Introduction, 23–26.
79. ↑  Holmes, Communism: A Very Short Introduction, 26.
80. ↑  Holmes, Communism: A Very Short Introduction, 26–27.
81. ↑  Holmes, Communism: A Very Short Introduction, 27.
82. ↑  Holmes, Communism: A Very Short Introduction, 28–31.
83. ↑  Brown, The Rise and Fall of Communism, 318.
84. ↑  McDougall, “20th-century relations”, Encyclopædia Britannica.
85. ↑  Holmes, Communism: A Very Short Introduction, 31–32.
86. ↑  Brown, The Rise and Fall of Communism, 260.
87. ↑  Holmes, Communism: A Very Short Introduction, 31–32.
88. ↑  Holmes, Communism: A Very Short Introduction, 33–40.
89. ↑  Holmes, Communism: A Very Short Introduction, 40–43.
90. ↑  Holmes, Communism: A Very Short Introduction, 43.
91. ↑  Brown, The Rise and Fall of Communism, 345–346.
92. ↑  Brown, The Rise and Fall of Communism, 349.
93. ↑  Holmes, Communism: A Very Short Introduction, 44.
94. ↑  Holmes, Communism: A Very Short Introduction, 43–44.
95. ↑  Holmes, Communism: A Very Short Introduction, 44.
96. ↑  Brown, The Rise and Fall of Communism, 351.
97. ↑  Holmes, Communism: A Very Short Introduction, 44–45.
98. ↑  Brown, The Rise and Fall of Communism, 432.
99. ↑  Holmes, Communism: A Very Short Introduction, 44–45.
100. ↑  Holmes, Communism: A Very Short Introduction, 45–48.
101. ↑  Brown, The Rise and Fall of Communism, 435–436.
102. ↑  Buchholz, “The Inner-German Border”, Eurasia: World Boundaries, 55.
103. ↑  Berghoff and  Balbier, The East German Economy, 1945–2010, 3–10.
104. ↑  Buchholz, “The Inner-German Border”, Eurasia: World Boundaries, 57.
105. ↑  Holmes, Communism: A Very Short Introduction, 48–50.
106. ↑  Holmes, Communism: A Very Short Introduction, 50–51.
107. ↑  Ball and  Dagger, “Communism”, Encyclopædia Britannica.
108. ↑  Ball and  Dagger, “Communism”, Encyclopædia Britannica.
109. ↑  Ball and  Dagger, “Communism”, Encyclopædia Britannica.
110. ↑  Ball and  Dagger, “Communism”, Encyclopædia Britannica.
111. ↑  Smith, “Towards a Global History of Communism”, 18.
112. ↑  Brown, The Rise and Fall of Communism, 107.
113. ↑  Holmes, Communism: A Very Short Introduction, 52–58.
114. ↑  Holmes, Communism: A Very Short Introduction, 52–58.
115. ↑  Brown, The Rise and Fall of Communism, 107.
116. ↑  Holmes, Communism: A Very Short Introduction, 61–64.
117. ↑  Brown, The Rise and Fall of Communism, 109.
118. ↑  Holmes, Communism: A Very Short Introduction, 61–64.
119. ↑  Brown, The Rise and Fall of Communism, 106.
120. ↑  Holmes, Communism: A Very Short Introduction, 61–64.
121. ↑  Holmes, Communism: A Very Short Introduction, 64–67.
122. ↑  Smith, “Towards a Global History of Communism”, 17.
123. ↑  Holmes, Communism: A Very Short Introduction, 64–67.
124. ↑  Holmes, Communism: A Very Short Introduction, 80.
125. ↑  Holmes, Communism: A Very Short Introduction, 70–72.
126. ↑  Brown, The Rise and Fall of Communism, 108.
127. ↑  Holmes, Communism: A Very Short Introduction, 73–75.
128. ↑  Holmes, Communism: A Very Short Introduction, 75–77.
129. ↑  Holmes, Communism: A Very Short Introduction, 83–84.
130. ↑  Holmes, Communism: A Very Short Introduction, 85–89.
131. ↑  Schneider and  Schneider, Introduction to Public Health, xxii.
132. ↑  Holmes, Communism: A Very Short Introduction, 85–89.
133. ↑  Holmes, Communism: A Very Short Introduction, 85–89.
134. ↑  Holmes, Communism: A Very Short Introduction, 85–88.
135. ↑  Brown, The Rise and Fall of Communism, 418.
136. ↑  Brown, The Rise and Fall of Communism, 432.
137. ↑  Holmes, Communism: A Very Short Introduction, 85–88.
138. ↑  Holmes, Communism: A Very Short Introduction, 90–91.
139. ↑  Holmes, Communism: A Very Short Introduction, 90–91.
140. ↑  Holmes, Communism: A Very Short Introduction, 92–93.
141. ↑  Holmes, Communism: A Very Short Introduction, 93–95.
142. ↑  Holmes, Communism: A Very Short Introduction, 95–101.
143. ↑  Brown, The Rise and Fall of Communism, 317.
144. ↑  Holmes, Communism: A Very Short Introduction, 95–101.
145. ↑  Brown, The Rise and Fall of Communism, 443.
146. ↑  Holmes, Communism: A Very Short Introduction, 95–101.
147. ↑  Smith, “Flag of Soviet Union”, Encyclopædia Britannica.
148. ↑  Smith, “Flag of Soviet Union”, Encyclopædia Britannica.
149. ↑  Smith, “Flag of China”, Encyclopædia Britannica.
150. ↑  Vladimirsky, “Socialist Realism in Russia”, 668.
151. ↑  Bottomore, “Critics of Marxism”, A Dictionary of Marxist Thought, 123.
152. ↑  Domhoff, “A Critique of Marxism”.
153. ↑  Bottomore, “Critics of Marxism”, A Dictionary of Marxist Thought, 124.
154. ↑  Brown, The Rise and Fall of Communism, 426.
155. ↑  Krieger, “Communist Party States”.
156. ↑  Holmes, Communism: A Very Short Introduction, 68.
157. ↑  Bradley, “Human Rights and Communism”, The Cambridge History of Communism, 151.
158. ↑  Holmes, Communism: A Very Short Introduction, 126–127.
159. ↑  Brown, The Rise and Fall of Communism, 426–427.
160. ↑  Algar, “Khomeini”, Encyclopædia Iranica.
161. ↑  Holmes, Communism: A Very Short Introduction, 126–127.
162. ↑  Wolff and  Resnick, State Capitalism in the USSR?, 47–51.
163. ↑  van der Linden, Western Marxism and the Soviet Union, 5–8.